# Liste des adaptations des œuvres de Stephen King
Vous lisez un « article de qualité » labellisé en 2019.

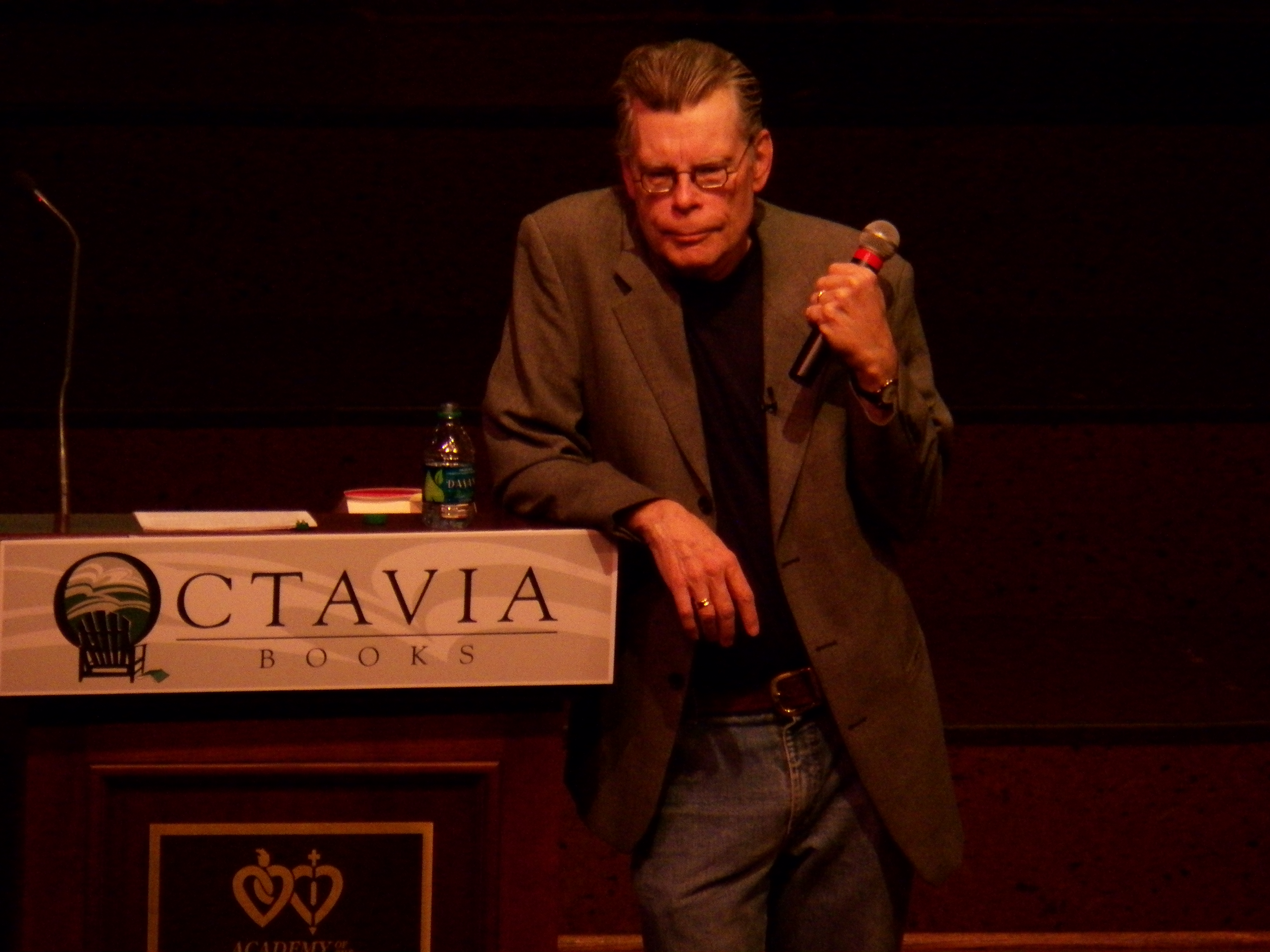
Les récits de Stephen King, ici en 2011, ont déjà fait l'objet de plus de soixante adaptations cinématographiques et télévisées.

La liste des adaptations des œuvres de Stephen King recense les films, téléfilms, séries télévisées, bandes dessinées et œuvres théâtrales ou musicales adaptés de romans ou de nouvelles écrits par cet auteur.
La carrière de Stephen King est intimement liée au cinéma et à la télévision. La plupart de ses romans ainsi que bon nombre de ses nouvelles ont déjà été adaptés sous la forme de longs métrages, téléfilms ou séries télévisées avec plus ou moins de réussite. L'écrivain y a parfois contribué en tant que scénariste et, une seule fois, comme réalisateur. Au début du XXIe siècle, Stephen King est l'écrivain encore en vie dont les œuvres ont été portées le plus souvent à l'écran.
Le succès du premier film tiré de son œuvre, Carrie au bal du diable (1976) de Brian De Palma, lui a permis d'acquérir une plus grande notoriété. Depuis lors, ses récits ont été adaptés par d'autres réalisateurs notoires, tels que Stanley Kubrick avec Shining (1980), George Romero avec Creepshow (1982) et La Part des ténèbres (1993), David Cronenberg avec Dead Zone (1983), John Carpenter avec Christine (1983), Rob Reiner avec Stand by Me (1986) et Misery (1990) ou encore Bryan Singer avec Un élève doué (1998).
Des metteurs en scène ont démontré leurs talents en adaptant des œuvres de Stephen King comme Frank Darabont avec Les Évadés (1994), La Ligne verte (1999) et The Mist (2007) ou Mick Garris, qui détient le record d'adaptations de l'écrivain réalisées. Après une période assez creuse, le grand succès commercial remporté par le film Ça (2017), qui bat le record de recettes au box-office mondial pour un film tiré de l'œuvre de King, et même pour un film d'horreur, donne lieu à une nouvelle vague de projets d'adaptations.
Plus occasionnellement, les récits de l'écrivain ont donné naissance à des bandes dessinées, des pièces de théâtre, des comédies musicales et même des opéras, et ont inspiré des chansons à plusieurs musiciens, principalement des groupes de hard rock ou de heavy metal.

## Cinéma

### Années 1970 et 1980

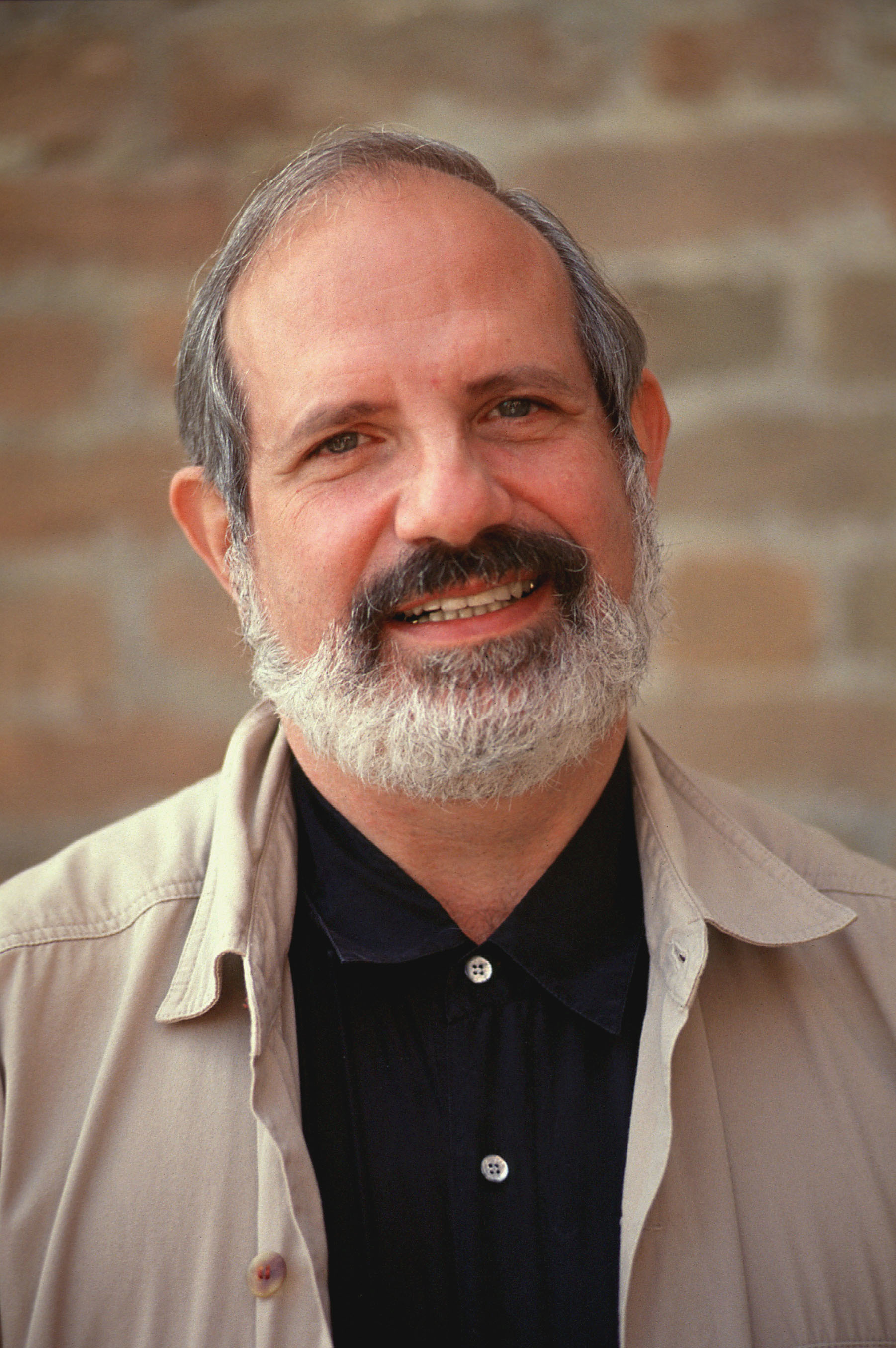
Brian De Palma, ici en 1991, signe avec Carrie au bal du diable l'un de ses films les plus célèbres.

Peu après la publication de Carrie (1974), premier roman publié de Stephen King, Brian De Palma lit le livre et persuade les producteurs d'United Artists d'en acheter les droits d'adaptation et de lui confier la réalisation du film. Carrie au bal du diable (1976) est porté par l'interprétation de Sissy Spacek et trouve son point culminant lors de la scène du bal de fin d'année, filmée en écran divisé, qui marque les esprits des spectateurs. En plus d'être une réussite esthétique qui lui vaut la reconnaissance critique, le film est aussi un succès commercial qui contribue à lancer la carrière de l'écrivain en faisant connaître son nom du grand public. Les ventes du livre triplent peu après la sortie du film, lequel remporte le Grand prix du Festival international du film fantastique d'Avoriaz 1977 tandis que Sissy Spacek et Piper Laurie sont nommées aux Oscars pour leurs interprétations.
Stanley Kubrick, qui cherche alors à mettre en scène « le film le plus effrayant de l'histoire », décide d'adapter le roman Shining, l'enfant lumière (1977) en écartant certains aspects du roman pour se concentrer sur la folie du personnage de Jack Torrance, interprété par Jack Nicholson qui livre ici « l'une de ses prestations les plus célèbres ». L'inexpérience de Kubrick dans le domaine de l'horreur lui permet paradoxalement d'être novateur et le film Shining (1980) se caractérise par son style visuel unique et son usage révolutionnaire du steadicam. Malgré des critiques initiales très mitigées, le film connaît le succès auprès du public et il est désormais considéré comme un classique du genre horrifique. Stephen King est quant à lui déçu de la façon dont son récit a été adapté même s'il reconnaît que le film possède « un éclat irréfutable ».
Le film à sketches Creepshow (1982) naît d'une discussion entre Stephen King et George Romero à propos de leur passion commune pour les bandes dessinées publiées par EC Comics. King, qui fait pour l'occasion ses débuts de scénariste, écrit en deux mois le scénario des cinq histoires composant le film. L'écrivain interprète aussi pour l'occasion son unique rôle important, sa « carrière » d'acteur se limitant pour l'essentiel à des caméos lors d'adaptations de ses récits,. Creepshow est considéré comme une réussite artistique par son « ambiance outrancière » et son mélange d'humour noir et d'horreur graphique, et il connaît un certain succès à sa sortie. Une suite, Creepshow 2, sort en 1987. Toujours produite par Romero, qui cède néanmoins à son chef opérateur (entre autres, du premier Creepshow), Michael Gornick, le rôle de réalisateur. Cette suite composée de trois histoires, dont une adaptation de la nouvelle Le Radeau, ne parvient pas à retrouver « la recette du succès » de l'original.

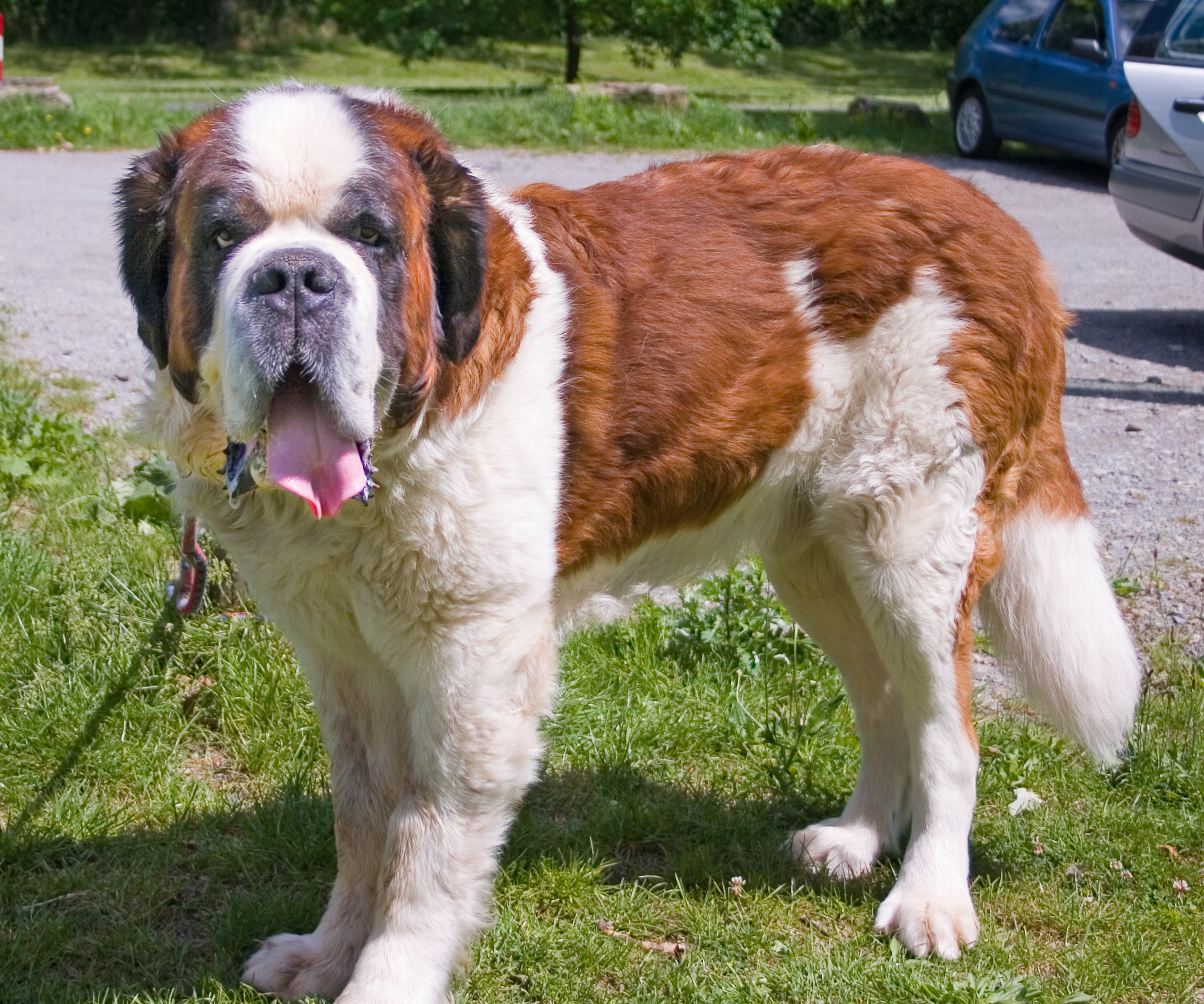
Cinq saint-bernard sont utilisés pour incarner le chien atteint par la rage du film Cujo.

Trois films issus de romans de Stephen King sortent au cinéma en 1983, l'écrivain commençant alors à devenir un phénomène de société. Cujo, adaptation du roman du même nom, doit être réalisé par Peter Medak mais celui-ci abandonne le projet dès le début du tournage. Medak est remplacé en urgence par Lewis Teague sur la recommandation de Stephen King. Teague signe un film fidèle au livre malgré une fin plus optimiste qui est approuvée par l'écrivain. En dépit de critiques mitigées, le film obtient un raisonnable succès commercial. David Cronenberg, choisi par le producteur Dino De Laurentiis sur les conseils de sa fille après la défection de plusieurs réalisateurs, met en scène avec Dead Zone sa première production au budget important. Il reste fidèle au livre mais choisit de mettre le héros au centre de ses visions et de découper l'action en trois actes bien distincts contrairement à la structure parallèle du roman. Christopher Walken interprète pour l'occasion l'un de ses rôles les plus mémorables, et le film est un succès critique et commercial qui remporte par ailleurs le Saturn Award du meilleur film d'horreur et trois prix au Festival international du film fantastique d'Avoriaz 1984. Stephen King vend les droits d'adaptation de son roman Christine (1983) alors que celui-ci n'a pas encore été publié. Le film Christine, réalisé par John Carpenter, sort donc seulement quelques mois après le roman. Carpenter tourne le film principalement pour se remettre de l'échec commercial de The Thing (1982) et déclare par la suite que « le cœur n'y était pas vraiment » sur le tournage même si sa « virtuosité technique et narrative » assurent au film d'être considéré comme supérieur au roman dont il est issu.
Conçu dès le départ comme un slasher de série B, Les Démons du maïs (1984) reçoit à sa sortie des critiques cinglantes, qui pointent notamment du doigt la qualité de son scénario et de ses effets spéciaux,. Son relatif succès commercial, qui se poursuit sur le marché vidéo, lui vaut cependant de donner naissance à une saga de huit suites et à un remake,. Par ailleurs, King fait publiquement part, pour la première fois, de sa consternation face à cette adaptation. À l'inverse des Démons du maïs, Charlie (1984) est une production aux moyens importants pour l'époque. John Carpenter, d'abord associé au projet, est remplacé par Mark L. Lester. En dépit de la fidélité du scénario et de la présence d'acteurs renommés, le film déçoit le public et les critiques par la platitude de sa mise en scène et le jeu d'actrice peu expressif de Drew Barrymore dans le rôle-titre,. Pour la deuxième fois en quelques mois, King se plaint publiquement de la qualité du film par voie de presse. Le film à sketches Cat's Eye (1985) se compose d'adaptations des nouvelles Desintox, Inc. et La Corniche et d'un scénario original de Stephen King. Ce dernier, satisfait du travail du réalisateur sur Cujo, suggère Lewis Teague pour le mettre en scène. Hésitant « constamment entre réalisme ironique et fantastique grand public », le film n'a qu'un modeste succès. Après Dead Zone, Charlie et Cat's Eye, Dino De Laurentiis met en chantier la production de Peur bleue (1985), adaptation du court roman L'Année du loup-garou (1983) d'après un scénario de King, afin de profiter de l'intérêt pour les films de lycanthropes qui a été ravivé par Hurlements et Le Loup-garou de Londres (1981) mais Peur bleue pâtit de la comparaison avec ses prédécesseurs.

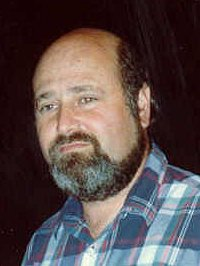
Rob Reiner, ici en 1988, est le réalisateur de Stand by Me et Misery, deux adaptations considérées comme faisant partie des plus réussies de l'œuvre de Stephen King.

En 1986, Stephen King, toujours en association avec De Laurentiis, décide de passer derrière la caméra en réalisant Maximum Overdrive, adaptation de sa nouvelle Poids lourds. Malgré un rythme soutenu et des effets spéciaux et des cascades spectaculaires pour l'époque, le film est plombé par des « dialogues grotesques » et une distribution « plutôt fade ». Cet échec enlève à King tout désir de rééditer l'expérience, l'écrivain qualifiant même son long métrage de « pire film d'horreur de l'histoire du cinéma ». La même année, Rob Reiner adapte la longue nouvelle Le Corps (1982) avec Stand by Me. Récit dépourvu de tout élément surnaturel, cette escapade en forme de quête initiatique de quatre pré-adolescents remporte au cinéma un succès inattendu. « Drame intimiste » porté par un « casting sensationnel », et considéré comme l'une des meilleures adaptations de l'œuvre de King, ce film marque une étape importante dans la carrière de Rob Reiner. 1986 est donc une année charnière dans la filmographie de l'écrivain puisqu'elle marque la fin de sa collaboration avec Dino De Laurentiis, dont toutes les productions à l'exception de Dead Zone ont été des échecs, et le début de l'ère Castle Rock Entertainment, la compagnie de production créée par Rob Reiner juste après Stand by Me.
Running Man (1987) est un film mettant en vedette Arnold Schwarzenegger qui ne présente que peu de similitudes avec le roman homonyme de King, l'écrivain allant jusqu'à affirmer que les deux œuvres « n'ont en commun que leur titre ». Abandonnant les thèmes du roman sur la manipulation médiatique et la téléréalité comme « jeux du cirque modernes », le film « mise tout sur l'action ». Il plagie par ailleurs le film Le Prix du danger (1983), dont le réalisateur Yves Boisset intente aux producteurs de Running Man un procès qu'il finit par gagner après plusieurs années de bataille juridique. Simetierre (1989), adaptation du roman homonyme, doit d'abord être mis en scène par George Romero, qui doit cependant céder sa place à Mary Lambert car le projet traîne beaucoup en longueur en raison des réticences des producteurs devant la noirceur du scénario écrit par Stephen King. L'écrivain s'implique beaucoup dans la production et insiste pour que le film soit tourné dans le Maine. Le film s'avère être aussi nihiliste et dérangeant que le roman et remporte un grand succès auprès du public.

### Années 1990
Trois longs métrages adaptés de l'œuvre de Stephen King sortent en 1990. Darkside : Les Contes de la nuit noire est un film à sketches, dont l'un des trois segments est adapté de la nouvelle Un chat d'enfer (1977), qui remporte le Grand prix du Festival international du film fantastique d'Avoriaz 1991. La Créature du cimetière est une adaptation de la nouvelle Poste de nuit (1978) au style soigné mais à la narration très diluée et dépouillée de la critique du capitalisme du récit. Également défaillant au niveau de l'interprétation et des effets spéciaux, le film rembourse à peine son budget et les critiques sont mauvaises. Misery, deuxième réalisation de Rob Reiner d'après un récit de l'écrivain, est de loin le plus connu de ces trois films sortis en 1990. Très bien accueilli, il établit à sa sortie un nouveau record de recettes au box-office pour une adaptation de Stephen King. L'écrivain est ravi du résultat et vend par la suite les droits de plusieurs de ses livres à Castle Rock Entertainment. Kathy Bates remporte quant à elle l'Oscar de la meilleure actrice pour son rôle de l'infirmière psychotique Annie Wilkes.
Stephen King écrit son premier scénario original pour le cinéma avec le film La Nuit déchirée (1992), où il revisite de façon modernisée et délibérément outrancière le film La Féline (1942) de Jacques Tourneur avec ses personnages de félidés métamorphes qui aspirent l'énergie vitale de leurs victimes. Le premier réalisateur pressenti souhaitant faire trop de changements dans le scénario, King suggère le nom de Mick Garris pour le remplacer, ce qui marque le début d'une longue collaboration entre les deux hommes. Série B bancale aux effets de morphing « maladroits », le film est éreinté par la critique mais remporte néanmoins un certain succès auprès du public,. La Part des ténèbres (1993), adaptation du roman homonyme (1989), marque enfin les retrouvailles de George Romero et de Stephen King après plusieurs rendez-vous manqués. Tourné à cheval sur 1990 et 1991, le film ne sort que plus de deux ans plus tard en raison de la banqueroute de la société de production Orion Pictures et ne trouve pas son public. Le Bazaar de l'épouvante (1993), nouvelle production de Castle Rock Entertainment, adapte le roman Bazaar (1991) et s'appuie sur une distribution talentueuse, comprenant notamment Ed Harris et Max von Sydow. Peter Yates, qui doit réaliser le film, cède sa place au dernier moment à Fraser Clarke Heston, le fils de Charlton Heston. Cette « série B » aux accents de satire sociale est un nouvel échec commercial à sa sortie.

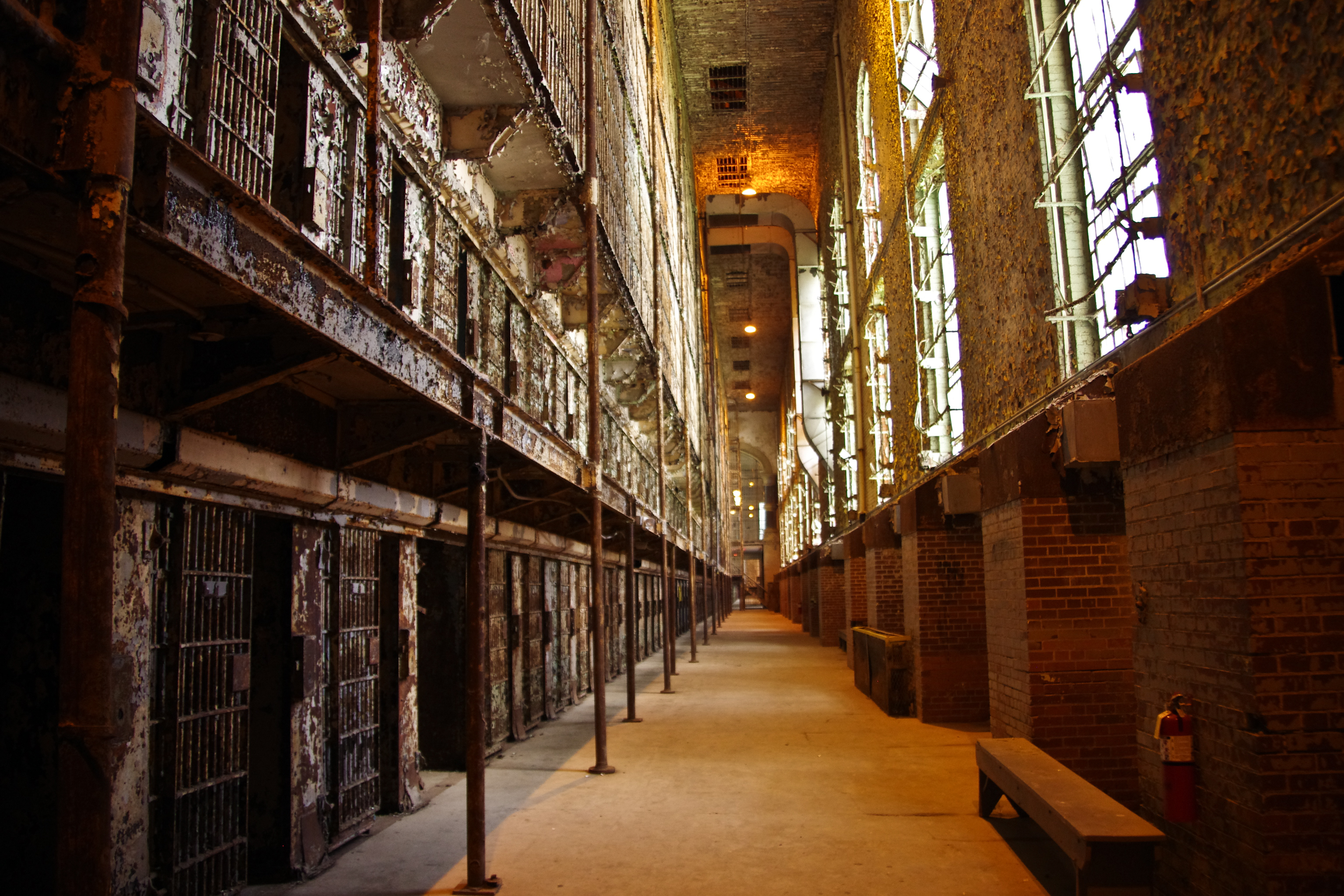
La maison de correction d’État de l'Ohio a été utilisé comme décor de la prison du film Les Évadés.

Les Évadés (1994), premier long métrage écrit et réalisé par Frank Darabont, est une adaptation fidèle de la nouvelle Rita Hayworth et la Rédemption de Shawshank (1982), qui se situe dans l'univers carcéral. Le film est produit par Rob Reiner, qui souhaite même le mettre en scène avant de céder devant l'insistance de Darabont. Tim Robbins et Morgan Freeman forment pour l'occasion l'un des duos masculins « les plus mémorables de l'histoire du cinéma » mais le film est initialement un échec commercial, et ne remporte pas un seul des sept Oscars pour lequel il est nommé, avant d'être réhabilité après sa sortie en vidéo au point d'être désormais considéré par beaucoup de spectateurs comme « l'un des plus grands films de tous les temps ».
En 1995, deux adaptations très différentes voient le jour au cinéma. The Mangler, réalisé par Tobe Hooper, revisite la nouvelle La Presseuse (1972) de façon très gore et en étirant à l'excès l'intrigue de ce court récit. À sa sortie, le long métrage devient le « flop le plus important » des films adaptés de Stephen King, l'écrivain affirmant pour sa part que « le style visuel est surréaliste et les décors impressionnants mais que l'histoire se perd en cours de route ». Dolores Claiborne, mis en scène par Taylor Hackford, est quant à lui l'adaptation du thriller psychologique du même nom, une œuvre réaliste sur le thème de la violence conjugale avec une nouvelle fois Kathy Bates dans le rôle principal. Produit par Castle Rock, comme Les Évadés, le film connaît un destin initial similaire avec de bonnes critiques et une piètre performance au box-office mais n'a pas de seconde carrière par la suite. Tom Holland réalise l'année suivante La Peau sur les os, transposition à l'écran du roman homonyme (1984) dont la fin très noire est changée peu de temps avant la sortie du film après des projections tests désastreuses. Avec ses effets spéciaux peu concluants et son incapacité à retranscrire de façon convaincante le conte moral qu'est le récit, le film récupère à peine sa mise initiale à sa sortie.
Les Ailes de la nuit (1997) adapte la nouvelle Le Rapace nocturne (1988) en ajoutant au récit un personnage féminin mais en respectant son thème principal du parallèle entre vampirisme et presse à sensation. Le film n'a droit qu'à une très brève carrière au cinéma mais se fait remarquer sur le marché vidéo. En 1998, Bryan Singer mène à bien avec Un élève doué, adaptation d'une longue nouvelle au thème dérangeant, un projet qui a déjà été tenté en 1987 par le réalisateur Alan Bridges avant d'être interrompu par la faillite de la société de production. La fin du film est toutefois différente de celle de la nouvelle. Il remporte le Saturn Award du meilleur film d'horreur mais son sujet très sombre ne lui vaut guère les faveurs du public et en fait donc un nouvel échec commercial. La Ligne verte (1999), deuxième long métrage de Frank Darabont après Les Évadés, et toujours produit par Castle Rock, se déroule lui aussi dans le milieu carcéral mais est teinté cette fois de fantastique. L'écrivain réserve l'adaptation de son roman-feuilleton pour Darabont, dont la réputation acquise avec son film précédent permet d'attirer Tom Hanks dans le rôle principal. Malgré sa durée jugée excessive, cette transposition très fidèle du livre est un grand succès dans les salles, battant le record de recettes détenu jusqu'ici par Misery. Le film est nommé pour quatre Oscars mais ne remporte aucune statuette.

### Années 2000
Le XXIe siècle commence avec deux nouvelles productions de Castle Rock Entertainment, qui sont aussi les dernières. Cœurs perdus en Atlantide (2001) adapte la nouvelle Crapules de bas étage en manteau jaune de ce recueil en évacuant logiquement ses connexions avec l'univers de La Tour sombre. Malgré la présence d'Anthony Hopkins, le film est un échec commercial et ne reçoit que des critiques mitigées. Dreamcatcher (2003), mis en scène par Lawrence Kasdan, est une adaptation du roman homonyme (2001) qui « bascule dans la science-fiction outrancière et basique » après une première partie prometteuse et plus intimiste. Victime de son côté hybride, le film est un retentissant échec critique et commercial qui met presque un terme à la carrière de Kasdan.

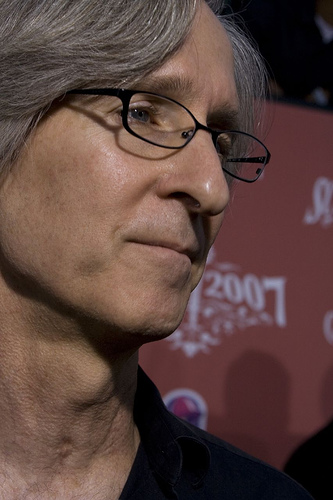
Mick Garris, ici en 2007, a réalisé six adaptations cinématographiques ou télévisées de récits de Stephen King, sans compter une adaptation d'un scénario original de l'écrivain, ce qui constitue un record.

Fenêtre secrète (2004) adapte la nouvelle Vue imprenable sur jardin secret (1990) en bénéficiant de la présence de Johnny Depp dans le rôle principal et se permet d'offrir un dénouement très corrosif, radicalement différent de celui du récit. L'accueil du public et des critiques est correct, mais ne permet pas au film d'avoir le succès escompté par les producteurs. Riding the Bullet (2004), écrit et réalisé par Mick Garris, adapte la nouvelle Un tour sur le Bolid' (2000) et sort au cinéma de façon confidentielle. Garris ajoute à l'intrigue plusieurs éléments se rapportant à sa vie et le considère comme son film le plus personnel.
Les deux adaptations généralement considérées comme les plus réussies de la décennie sortent en 2007. Chambre 1408, mis en scène par Mikael Håfström, est tiré de la nouvelle 1408 (2000). Le film, aidé en cela par la présence de John Cusack et Samuel L. Jackson en têtes d'affiche, obtient des critiques globalement favorables, l'approbation sans réserve de King et surtout un succès aussi important qu'inattendu au box-office. Connaissant un succès moindre auprès du public mais bénéficiant désormais d'une réputation supérieure, The Mist, réalisé par Frank Darabont, prend comme base la nouvelle Brume (1980). Ce « film de monstres » interroge aussi le spectateur sur les « dérives politiques, religieuses et sociales » de la société de consommation. Darabont écrit pour l'occasion un dénouement très sombre qui est différent de celui du récit de King.
La Cadillac de Dolan (2009), adaptation de la nouvelle homonyme (1985), est un thriller de série B qui sort directement en vidéo après avoir connu un développement très chaotique s'étalant sur plusieurs années et vu son budget être réduit de 25 %. Toujours en 2009, le réalisateur débutant J. P. Scott réalise Everything's Eventual, une adaptation au budget très modeste de la nouvelle Tout est fatal (1997) qui est projetée dans quelques festivals de cinéma mais ne trouve pas de distributeur et reste donc inédite pour le grand public.

### Années 2010
Willa (2012) est une adaptation à très petit budget de la nouvelle du même nom (2006) qui sort de façon très confidentielle. Carrie : La Vengeance (2013), nouvelle adaptation du roman Carrie, est une production bien plus considérable qui échoue à égaler le film de Brian De Palma ou même le téléfilm de 2002 par son manque « de subtilité et de retenue ». Le choix de Chloë Grace Moretz pour incarner Carrie est critiqué, l'actrice étant considérée comme trop jolie pour le rôle, et le film n'obtient pas le succès escompté, surtout en Amérique du Nord.
Deux films sortent en 2014 : le thriller psychologique Couple modèle, adapté fidèlement de la nouvelle Bon Ménage (2010) et scénarisé par Stephen King, et Mercy, film d'horreur qui se base sur la nouvelle Mémé (1984) mais propose une happy end qui contraste avec la noirceur du récit original. Cell Phone (2016) est une adaptation du roman Cellulaire (2006) marquée par les retrouvailles des acteurs John Cusack et Samuel L. Jackson après Chambre 1408 mais le film, qui sort directement en vidéo, est beaucoup moins réussi, se faisant éreinter par la critique.

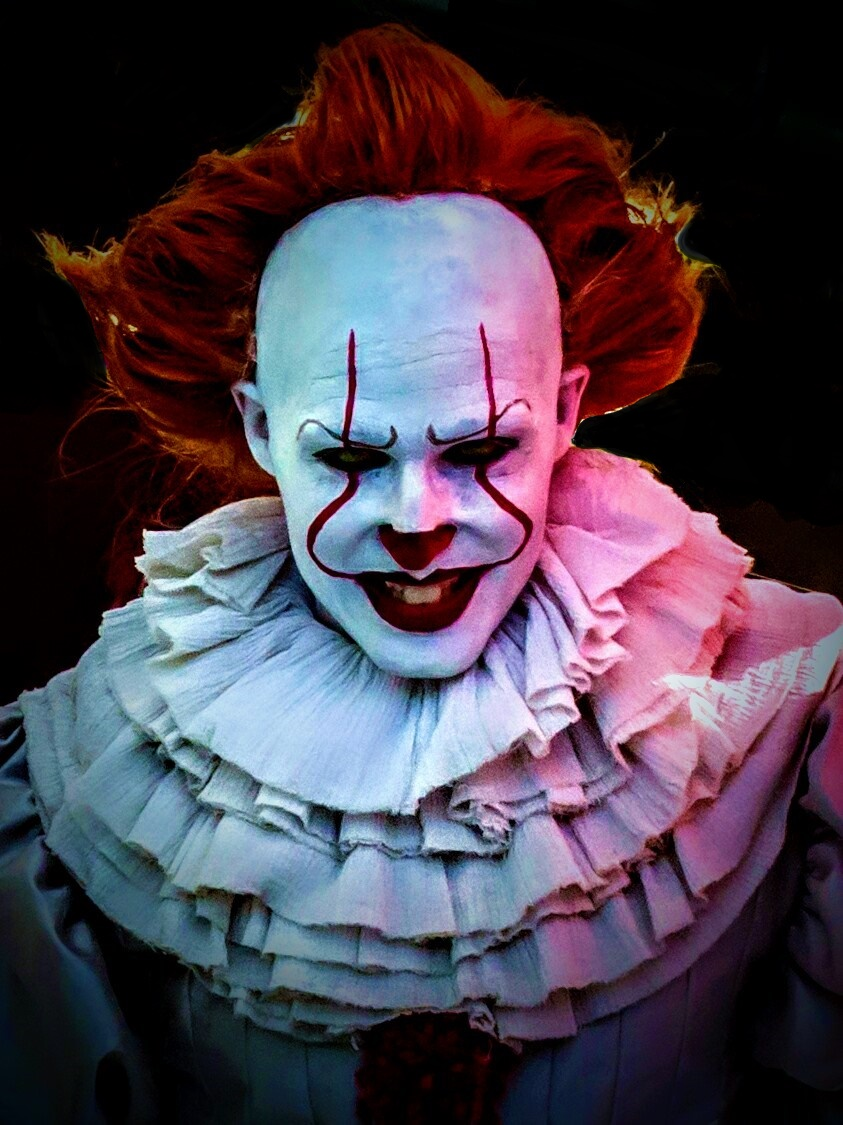
Cosplay du personnage de Pennywise, l'antagoniste du roman et du film Ça.

Après cette période creuse, pas moins de quatre films tirés de récits de Stephen King, dont deux productions importantes, sortent en 2017. La Tour sombre, réalisé par Nikolaj Arcel, s'inspire du cycle de romans du même nom et particulièrement des premier et troisième volumes. Malgré les interprétations remarquées d'Idris Elba et de Matthew McConaughey, ce film « hybride » n'est pas assez proche de l'esprit de la saga pour les fans tout en demeurant trop incompréhensible pour le grand public. Son échec commercial compromet fortement les chances de tournage d'une suite. Ça est la première partie d'un diptyque mis en scène par Andrés Muschietti et adapté du roman du même nom (1986). Avec plus de 700 millions de dollars de recettes au box-office mondial, son considérable succès commercial surprend tous les observateurs, le long métrage battant les records de recettes au cinéma pour un film d'horreur et pour une adaptation de Stephen King, ce dernier étant détenu jusqu'alors par La Ligne verte. Jessie, de Mike Flanagan, qui se base sur le roman de 1992, et 1922, tiré de la nouvelle de 2010, sont deux productions qui sortent directement sur Netflix et sont toutes deux bien accueillies par la critique, particulièrement Jessie,. En 2018, une production canadienne au budget très modeste adapte la nouvelle Le docteur résout l'énigme (1987), mettant en scène les personnages de Sherlock Holmes et du docteur Watson.
À la fin des années 2010, Stephen King est l'écrivain encore en vie dont les œuvres ont été portées le plus souvent à l'écran,. Après le succès de Ça, le développement de plusieurs projets, aussi bien au cinéma qu'à la télévision, est accéléré. Une nouvelle adaptation de Simetierre sort en avril 2019. Bien que son ambiance rivalise en nihilisme avec le roman, son intrigue s'en écarte considérablement à partir du milieu du film. Simetierre remporte un certain succès au box-office mais recueille des critiques mitigées.
La sortie de Ça : Chapitre 2, deuxième volet très attendu du film de 2017, a eu lieu le 18 septembre 2019. L'adaptation de la nouvelle Dans les hautes herbes par Vincenzo Natali est sortie directement sur Netflix le 4 octobre de la même année. Après Jessie, Mike Flanagan adapte le roman Docteur Sleep, suite de Shining, avec un film homonyme où Ewan McGregor tient le rôle principal et dont la sortie s'est faite le 30 octobre 2019.

### Années 2020
En 2022 est sorti Firestarter de Keith Thomas, adaptation du roman Charlie, déjà adapté à l'écran en 1984. Le Téléphone de M. Harrigan (Mr. Harrigan's Phone), adaptation cinématographique d'une nouvelle du roman Si ça saigne, est actuellement diffusé sur Netflix.
Le Croque-mitaine, d'après la nouvelle du même nom, sort en 2023. La même année sort Simetierre : Aux origines du mal. Salem de Gary Dauberman, adaptation du roman du même nom déjà adapté à la télévision en 1979, sort en 2024
2025 voit la sortie de plusieurs adaptations cinématographiques. The Monkey d'Oz Perkins, basé sur la nouvelle Le Singe, sortira en 2025 ; tout comme The Running Man d'Edgar Wright présenté comme plus proche du roman original par rapport la précédente adaptation ; ainsi que The Long Walk de Francis Lawrence, basé sur le roman Marche ou crève. The Life of Chuck est également prévu. 

### Liste des longs métrages
| Année | Titre français                         | Titre original                     | Réalisateur                    | Description |
| ----- | -------------------------------------- | ---------------------------------- | ------------------------------ | --- |
| 1976  | Carrie au bal du diable                | Carrie                             | Brian De Palma                 | Adaptation du roman Carrie |
| 1980  | Shining                                | The Shining                        | Stanley Kubrick                | Adaptation du roman Shining, l'enfant lumière |
| 1982  | Creepshow                              | Creepshow                          | George A. Romero               | Film à sketches composé des adaptations des nouvelles La Caisse et Mauvaise Herbe et de trois scénarios originaux de Stephen King                      |
| 1983  | Cujo                                   | Cujo                               | Lewis Teague                   | Adaptation du roman Cujo |
| 1983  | Dead Zone                              | The Dead Zone                      | David Cronenberg               | Adaptation du roman Dead Zone |
| 1983  | Christine                              | Christine                          | John Carpenter                 | Adaptation du roman Christine |
| 1984  | Les Démons du maïs                     | Children of the Corn               | Fritz Kiersch                  | Adaptation de la nouvelle Les Enfants du maïs du recueil Danse macabre                                                                                 |
| 1984  | Charlie                                | Firestarter                        | Mark L. Lester                 | Adaptation du roman Charlie |
| 1985  | Cat's Eye                              | Cat's Eye                          | Lewis Teague                   | Film à sketches composé des adaptations des nouvelles Desintox, Inc. et La Corniche et d'un scénario original de Stephen King                          |
| 1985  | Peur bleue                             | Silver Bullet                      | Daniel Attias                  | Adaptation du roman L'Année du loup-garou |
| 1986  | Maximum Overdrive                      | Maximum Overdrive                  | Stephen King                   | Adaptation de la nouvelle Poids lourds du recueil Danse macabre                                                                                        |
| 1986  | Stand by Me                            | Stand by Me                        | Rob Reiner                     | Adaptation de la nouvelle Le Corps du recueil Différentes Saisons                                                                                      |
| 1987  | Creepshow 2                            | Creepshow 2                        | Michael Gornick                | Film à sketches composé de l'adaptation de la nouvelle Le Radeau, du recueil Brume, et de deux scénarios originaux de Stephen King et George A. Romero |
| 1987  | Running Man                            | The Running Man                    | Paul Michael Glaser            | Adaptation du roman Running Man |
| 1989  | Simetierre                             | Pet Sematary                       | Mary Lambert                   | Adaptation du roman Simetierre |
| 1990  | Darkside : Les Contes de la nuit noire | Tales from the Darkside: The Movie | John Harrison                  | Film à sketches dont le segment Cat from Hell est adapté de la nouvelle Un chat d'enfer                                                                |
| 1990  | La Créature du cimetière               | Graveyard Shift                    | Ralph S. Singleton             | Adaptation de la nouvelle Poste de nuit du recueil Danse macabre                                                                                       |
| 1990  | Misery                                 | Misery                             | Rob Reiner                     | Adaptation du roman Misery |
| 1992  | La Nuit déchirée                       | Sleepwalkers                       | Mick Garris                    | Scénario original de Stephen King |
| 1993  | La Part des ténèbres                   | The Dark Half                      | George A. Romero               | Adaptation du roman La Part des ténèbres |
| 1993  | Le Bazaar de l'épouvante               | Needful Things                     | Fraser Clarke Heston           | Adaptation du roman Bazaar |
| 1994  | Les Évadés                             | The Shawshank Redemption           | Frank Darabont                 | Adaptation de la nouvelle Rita Hayworth et la Rédemption de Shawshank du recueil Différentes Saisons                                                   |
| 1995  | The Mangler                            | The Mangler                        | Tobe Hooper                    | Adaptation de la nouvelle La Presseuse du recueil Danse macabre                                                                                        |
| 1995  | Dolores Claiborne                      | Dolores Claiborne                  | Taylor Hackford                | Adaptation du roman Dolores Claiborne |
| 1996  | La Peau sur les os                     | Thinner                            | Tom Holland                    | Adaptation du roman La Peau sur les os |
| 1997  | Les Ailes de la nuit                   | The Night Flier                    | Mark Pavia                     | Adaptation de la nouvelle Le Rapace nocturne du recueil Rêves et Cauchemars                                                                            |
| 1998  | Un élève doué                          | Apt Pupil                          | Bryan Singer                   | Adaptation de la nouvelle Un élève doué du recueil Différentes Saisons                                                                                 |
| 1999  | La Ligne verte                         | The Green Mile                     | Frank Darabont                 | Adaptation du roman La Ligne verte |
| 2001  | Cœurs perdus en Atlantide              | Hearts in Atlantis                 | Scott Hicks                    | Adaptation de la nouvelle Crapules de bas étage en manteau jaune                                                                                       |
| 2003  | Dreamcatcher                           | Dreamcatcher                       | Lawrence Kasdan                | Adaptation du roman Dreamcatcher |
| 2004  | Fenêtre secrète                        | Secret Window                      | David Koepp                    | Adaptation de la nouvelle Vue imprenable sur jardin secret du recueil Minuit 2                                                                         |
| 2004  | Riding the Bullet                      | Riding the bullet                  | Mick Garris                    | Adaptation de la nouvelle Un tour sur le Bolid' du recueil Tout est fatal                                                                              |
| 2007  | Chambre 1408                           | 1408                               | Mikael Håfström                | Adaptation de la nouvelle 1408 du recueil Tout est fatal                                                                                               |
| 2007  | The Mist                               | The Mist                           | Frank Darabont                 | Adaptation de la nouvelle Brume, parue dans le recueil du même nom                                                                                     |
| 2009  | La Cadillac de Dolan                   | Dolan's Cadillac                   | Jeff Beesley                   | Adaptation de la nouvelle La Cadillac de Dolan du recueil Rêves et Cauchemars                                                                          |
| 2009  | Everything's Eventual                  | Everything's Eventual              | J. P. Scott                    | Adaptation de la nouvelle Tout est fatal, parue dans le recueil homonyme                                                                               |
| 2012  | Willa                                  | Willa                              | Christopher Birk               | Adaptation de la nouvelle Willa du recueil Juste avant le crépuscule                                                                                   |
| 2013  | Carrie : La Vengeance                  | Carrie                             | Kimberly Peirce                | Nouvelle adaptation du roman Carrie |
| 2014  | Couple modèle                          | A Good Marriage                    | Peter Askin                    | Adaptation de la nouvelle Bon Ménage du recueil Nuit noire, étoiles mortes                                                                             |
| 2014  | Mercy                                  | Mercy                              | Peter Cornwell                 | Adaptation de la nouvelle Mémé du recueil Brume |
| 2016  | Cell Phone                             | Cell                               | Tod Williams                   | Adaptation du roman Cellulaire |
| 2017  | La Tour sombre                         | The Dark Tower                     | Nikolaj Arcel                  | Adaptation du cycle de romans La Tour sombre |
| 2017  | Ça : Chapitre 1                        | It                                 | Andrés Muschietti              | Première partie de l'adaptation du roman Ça |
| 2017  | Jessie                                 | Gerald's Game                      | Mike Flanagan                  | Adaptation du roman Jessie |
| 2017  | 1922                                   | 1922                               | Zak Hilditch                   | Adaptation de la nouvelle 1922 du recueil Nuit noire, étoiles mortes                                                                                   |
| 2018  | The Doctor's Case                      | The Doctor's Case                  | James Douglas et Leonard Pearl | Adaptation de la nouvelle Le docteur résout l'énigme du recueil Rêves et Cauchemars                                                                    |
| 2019  | Simetierre                             | Pet Semetary                       | Kevin Kölsch et Dennis Widmyer | Nouvelle adaptation du roman Simetierre |
| 2019  | Ça : Chapitre 2                        | It: Chapter Two                    | Andrés Muschietti              | Deuxième partie de l'adaptation du roman Ça |
| 2019  | Dans les hautes herbes                 | In the Tall Grass                  | Vincenzo Natali                | Adaptation de la nouvelle Dans les hautes herbes |
| 2019  | Doctor Sleep                           | Doctor Sleep                       | Mike Flanagan                  | Adaptation du roman Docteur Sleep |
| 2022  | Firestarter                            | Firestarter                        | Keith Thomas                   | Nouvelle adaptation du roman Charlie |
| 2022  | Le Téléphone de M. Harrigan            | Mr. Harrigan's Phone               | John Lee Hancock               | Aaptation du roman court Le Téléphone de M. Harrigan                                                                                                   |
| 2023  | Le Croque-mitaine                      | The Boogeyman                      | Rob Savage                     | Adaptation de la nouvelle Le Croque-mitaine |
| 2023  | Simetierre : Aux origines du mal       | Pet Sematary: Bloodlines           | Lindsey Beer                   | Adaptation d'un chapitre du roman Simetierre |
| 2024  | Salem                                  | Salem's Lot                        | Gary Dauberman                 | Nouvelle adaptation du roman Salem |
| 2025  | The Monkey                             | The Monkey                         | Oz Perkins                     | Adaptation de la nouvelle Le Singe |
| 2025  | The Life of Chuck                      | The Life of Chuck                  | Mike Flanagan                  | Adaptation du roman court La Vie de Chuck |
| 2025  | Running Man                            | The Running Man                    | Edgar Wright                   | Adaptation du roman Running Man |
| 2025  | The Long Walk                          | The Long Walk                      | Francis Lawrence               | Adaptation du roman Marche ou crève |

## Télévision

### Années 1970 et 1980
Un projet d'adaptation de Salem (1975), le deuxième roman de Stephen King, est très vite mis en chantier dès la publication du livre. George Romero est contacté pour réaliser le film mais le projet s'enlise lorsqu'il s'avère que les scénaristes n'arrivent pas à condenser convenablement l'intrigue dans la durée d'un long-métrage. Romero quitte le projet lorsque les producteurs décident d'en faire une mini-série en deux parties pour la télévision, et c'est Tobe Hooper qui est choisi pour le remplacer. Malgré une violence très édulcorée pour ne pas risquer la censure télévisuelle, Les Vampires de Salem (1979) est un succès critique et réalise de bonnes audiences sur CBS. Un montage qui ampute l'œuvre originale de plus d'une heure sort même dans les salles de cinéma européennes l'année suivante.
Deux épisodes de la série télévisée Histoires de l'autre monde font intervenir l'univers de Stephen King. Le premier, L'Ordinateur des dieux (1984), est une adaptation de la nouvelle Machine divine à traitement de texte, alors que le second, Désolé, bon numéro (1987) est un scénario original de King qui est publié ultérieurement dans le recueil Rêves et Cauchemars (1993). En 1986, c'est la série télévisée La Cinquième Dimension qui adapte la nouvelle Mémé avec l'épisode Le Spectre de grand-mère. Stephen King ne considère cependant pas la télévision comme un format médiatique convenant à ses récits, principalement pour des raisons liées à la censure, mais cette exposition très réduite de ses œuvres sur le petit écran prend fin au cours de la décennie suivante.

### Années 1990
La mini-série « Il » est revenu (1990) est une adaptation du roman Ça (1986) très édulcorée et aux effets spéciaux datés mais fidèle au livre et bénéficiant d'une bonne distribution, Tim Curry en tête. George Romero, pressenti comme réalisateur au début du projet, doit l'abandonner en cours de route. Diffusée sur ABC en deux parties, la mini-série réalise de très bonnes audiences. Vengeance diabolique (1991) est un téléfilm peu ambitieux à la « structure mécanique » adaptant la nouvelle Cours, Jimmy, cours en la modifiant de façon conséquente. La même année, Contretemps est une mini-série de science-fiction diffusée sur CBS dont Stephen King signe le scénario original. Dans celui-ci, un vieux concierge de laboratoire commence à rajeunir après avoir été victime d'un accident scientifique et se retrouve traqué par une agence gouvernementale. Inspirée du Fugitif et proche de la thématique de Charlie mais souffrant d'un rythme trop lent et de facilités scénaristiques, la série ne convainc pas le public et s'arrête prématurément au bout de sept épisodes. Toujours en 1991, le dernier épisode de la série télévisée Monsters est une adaptation de la nouvelle Le Doigt télescopique (1990).
Les Tommyknockers (1993), mini-série commandée par la chaîne ABC après le succès remporté par « Il » est revenu, est beaucoup moins sombre et violente que le roman homonyme. Considérée par la plupart des critiques comme un ratage à tous les niveaux, elle est néanmoins un nouveau succès d'audience. Le Fléau (1994) est un projet plus ambitieux, adapté de l'un des romans les plus célèbres de l'écrivain. Son développement, initialement pour le cinéma, se déroule sur plus de dix ans, George Romero y étant une nouvelle fois associé pendant un temps. King se charge lui-même de la scénarisation et confie la mise en scène à Mick Garris. Mini-série dotée d'un budget important par ABC et d'une durée totale de six heures, Le Fléau repousse les limites de la censure télévisuelle de l'époque et « le public répond massivement présent ». Toujours sur cette chaîne, une autre mini-série, Les Langoliers (1995), adapte la longue nouvelle homonyme (1991) sous la houlette de Tom Holland. Malgré un scénario surchargé en dialogues explicatifs et des images de synthèse des créatures ratées, les téléspectateurs sont une nouvelle fois au rendez-vous.

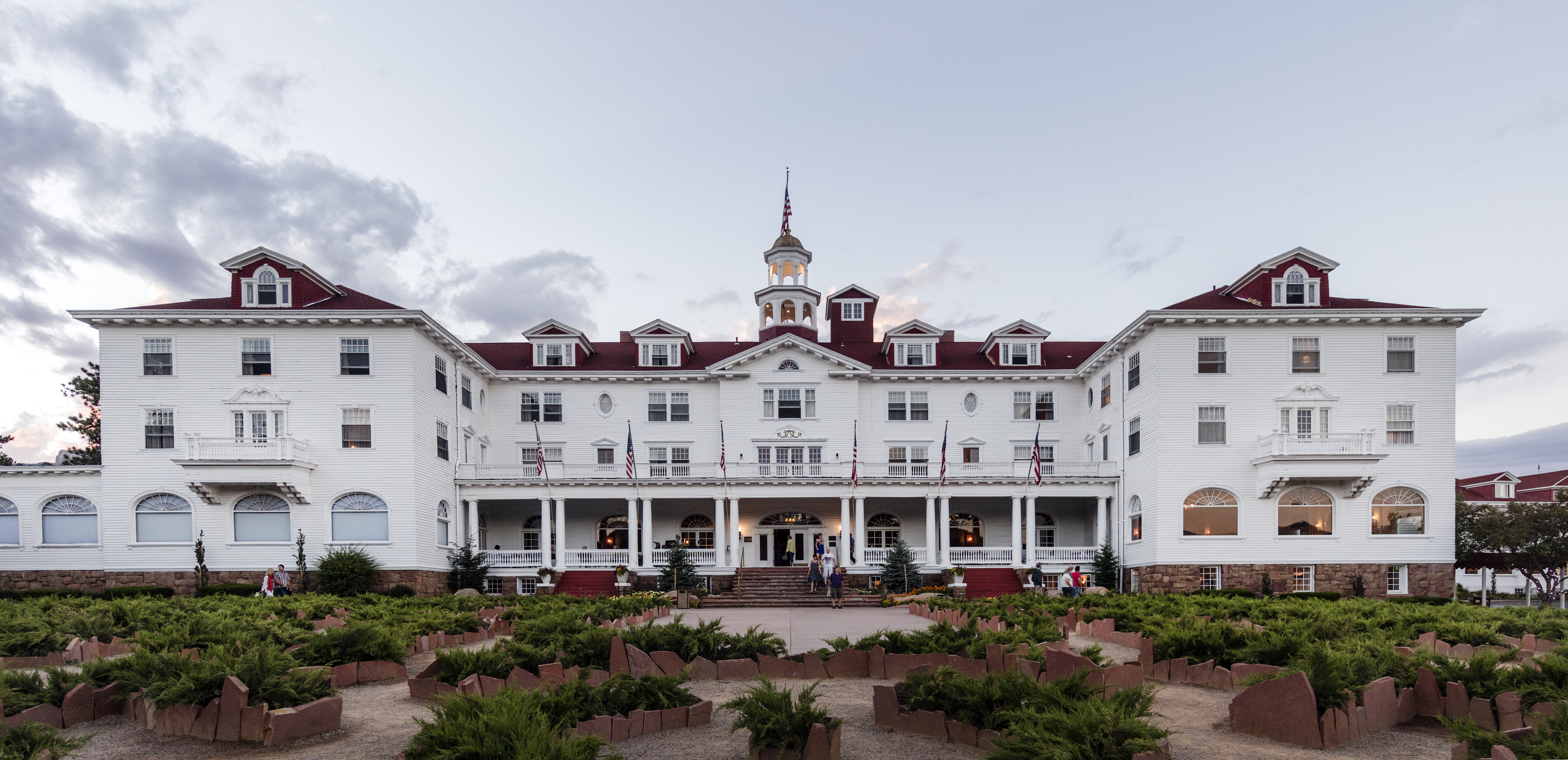
Contrairement au film de Stanley Kubrick, la mini-série Shining a été tournée au Stanley Hotel, lieu où Stephen King a eu l'idée du roman.

Poursuivant sa collaboration avec ABC, Stephen King fait encore appel à Mick Garris lorsqu'il décide d'adapter à nouveau son roman Shining après la déception que lui a causé le film de Kubrick. Paradoxalement, l'écrivain a besoin de la permission de Kubrick pour porter à l'écran son roman et ne l'obtient qu'à condition d'arrêter de critiquer publiquement le film. Scénarisée par l'écrivain, la mini-série Shining (1997) est par conséquent beaucoup plus fidèle au roman. Souffrant de certaines longueurs, elle remporte cependant un certain succès d'audience, bien que très inférieur à celui du Fléau, ainsi que le Saturn Award du meilleur téléfilm ou mini-série et deux Emmy Awards. La même année, Garris réalise aussi Quicksilver Highway, un téléfilm à sketches « en demi-teinte » dont l'un des deux segments est une adaptation de la nouvelle Le Dentier claqueur (1992). Les Révélations de Becka Paulson (1997) est un épisode de la série télévisée Au-delà du réel inspiré de la nouvelle homonyme (1984). Toujours en 1997, Trucks : Les Camions de l'enfer est un téléfilm adaptant à nouveau la nouvelle Poids lourds, après le film Maximum Overdrive, mais qui échoue à son tour à lui rendre justice.
Stephen King, devenu fan de la série télévisée X-Files après avoir rencontré l'acteur David Duchovny sur le plateau d'un jeu télévisé, propose ses services au créateur de la série Chris Carter pour scénariser un épisode. Celui-ci, baptisé La Poupée (1998), met en scène une petite fille possédée par une poupée maléfique. Il est diffusé au cours de la cinquième saison de X-Files après avoir été remanié par Carter mais il ne figure pas parmi les épisodes marquants de la série. La mini-série La Tempête du siècle (1999), d'après un scénario original de Stephen King, est par contre considérée comme l'une des meilleures œuvres télévisées de l'univers de l'écrivain,. Elle met en scène une communauté rurale confrontée à un choix cornélien par un diabolique étranger. King en propose d'abord la réalisation à Mick Garris, celui-ci devant la décliner en raison d'autres engagements, avant de la confier à Craig R. Baxley. Diffusée en trois parties sur ABC, la mini-série réalise des audiences très satisfaisantes et remporte le Saturn Award du meilleur téléfilm ou mini-série ainsi qu'un Emmy Award.

### Années 2000

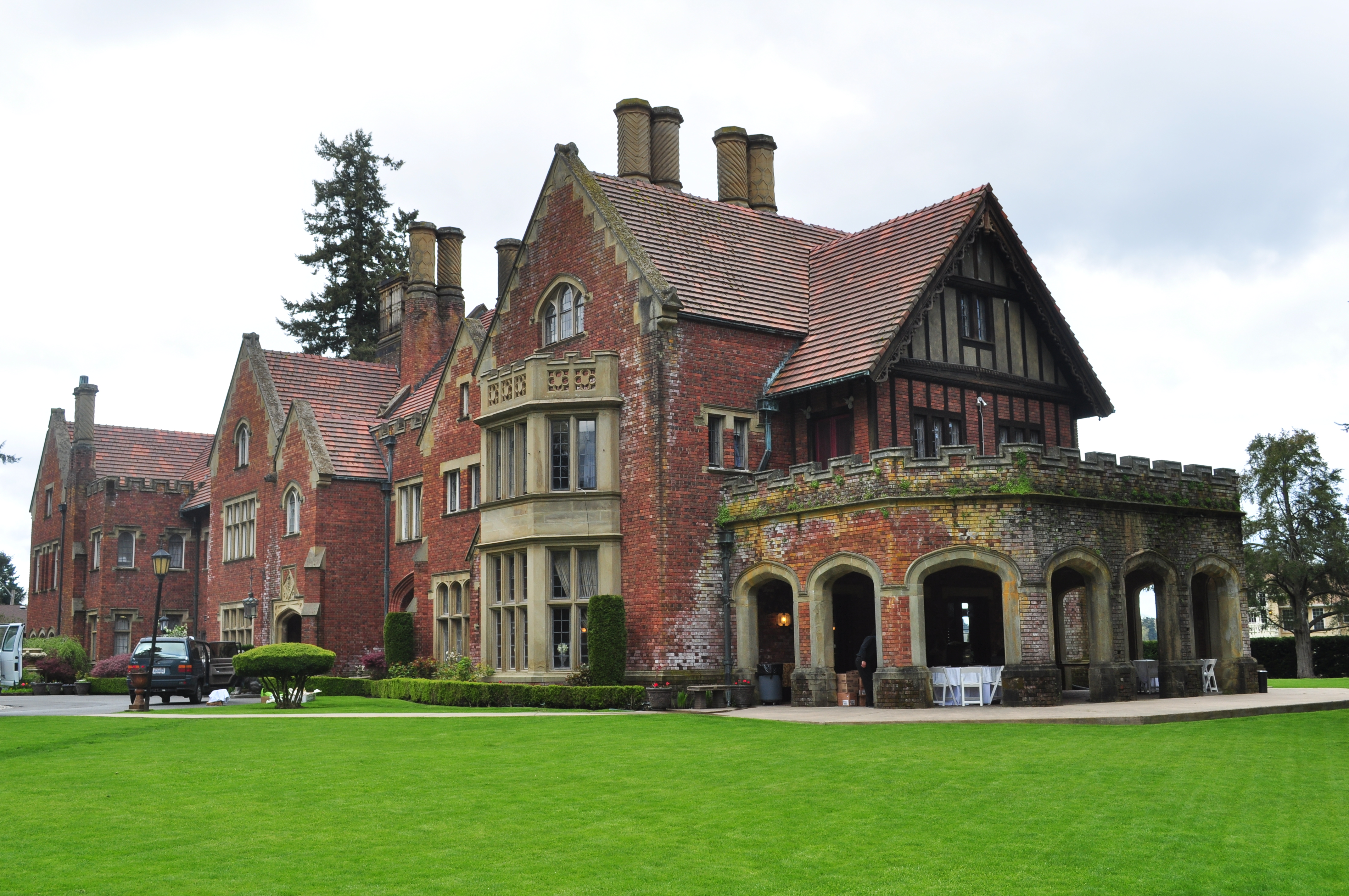
Le manoir de Thornewood, où a été filmée la mini-série Rose Red.

Le téléfilm Carrie (2002), nouvelle adaptation du roman, bénéficie d'une excellente interprétation d'Angela Bettis dans le rôle-titre. Très fidèle au livre dans sa majeure partie, il s'en éloigne à l'occasion de son dénouement « qui part un peu dans tous les sens ». Rose Red (2002) est une mini-série réalisée par Craig R. Baxley sur le thème d'une maison hantée d'après un scénario original de Stephen King. Prévu à l'origine pour être un film réalisé par Steven Spielberg, le projet sommeille pendant plusieurs années avant d'être relancé. Une campagne de marketing originale suscite l'intérêt du public, qui répond massivement présent lors de la diffusion de la mini-série sur ABC. La première saison de la série télévisée Dead Zone est elle aussi diffusée en 2002. Inspirée du roman homonyme, elle étire pendant six saisons le concept des visions du personnage principal, dont chacune donne lieu à un épisode, tout en conservant comme fil rouge l'ascension de l'homme politique Greg Stillson. Très éloignée de l'esprit du roman, la série s'achève abruptement sur une fin ouverte en raison de ses audiences en baisse.
La mini-série Salem (2004), remake modernisé des Vampires de Salem, bénéficie d'une distribution prestigieuse et de beaucoup plus de moyens mais prend de nombreuses libertés avec le roman, le plus souvent à mauvais escient. Toujours en 2004, la mini-série Kingdom Hospital est créée par Stephen King en s'inspirant de la série télévisée L'Hôpital et ses fantômes de Lars von Trier. King, encore une fois épaulé par Craig R. Baxley à la réalisation, accentue dans son remake le côté surnaturel et ajoute une transposition du grave accident dont il a été victime en 1999. Les premiers épisodes réalisent de bonnes audiences mais celles-ci chutent rapidement et ABC ne renouvelle pas la série. Le téléfilm Désolation (2006) est réalisé par Mick Garris et adapté par Stephen King de son propre roman (1996). Diffusé sur ABC, sa faible audience marque la fin de la collaboration entre King et ce réseau télévisé. Rêves et Cauchemars (2006) est une mini-série de huit épisodes de qualité variable inspirés de nouvelles provenant de trois recueils différents de l'écrivain. Une deuxième saison est un temps envisagée mais ne se concrétise pas. Le téléfilm Children of the Corn (2009), nouvelle adaptation des Enfants du maïs, est plus fidèle à la nouvelle que le film de 1984 mais guère plus convaincant.

### Années 2010
La série télévisée Les Mystères de Haven, dont la diffusion commence en 2010, est développée par l'équipe qui officiait sur la série Dead Zone. Elle prend comme inspiration le roman Colorado Kid (2005) mais s'éloigne très rapidement de celui-ci pour devenir tout au long de ses cinq saisons un croisement entre X-Files et Twin Peaks saupoudré de clins d'œil à divers récits de King. La mini-série La Maison sur le lac (2011), adaptée du roman Sac d'os, est réalisée par Mick Garris qui, pour une partie de la critique, livre ici son meilleur travail d'adaptation d'une œuvre de Stephen King, aidé en cela par l'interprétation de Pierce Brosnan,.
La série télévisée Under the Dome, diffusée sur trois saisons entre 2013 et 2015, est produite par Steven Spielberg d'après le roman Dôme (2009) et diverge de sa source sur de nombreux points. Après une première saison qui obtient des audiences très satisfaisantes et reçoit un bon accueil de la presse, les téléspectateurs et la critique se détournent progressivement de la série au cours des deux saisons suivantes,. Détour mortel (2014) est un téléfilm sur le thème du rape and revenge adapté de la nouvelle Grand Chauffeur (2010). La mini-série de huit épisodes 22.11.63 (2016) adapte le roman homonyme (2011) avec James Franco dans le rôle principal. Elle reçoit des critiques globalement favorables et remporte le Saturn Award du meilleur téléfilm ou mini-série.
En 2017, la série télévisée The Mist, adaptation très libre de la nouvelle Brume est annulée après sa première saison en raison de ses audiences décevantes. Deux autres séries sont encore en cours de production à la fin des années 2010. Mr. Mercedes, qui se base sur la trilogie de romans autour du personnage de Bill Hodges ; et Castle Rock, produite par J. J. Abrams, qui s'inspire de l’œuvre globale de Stephen King en se situant dans sa ville fictive la plus célèbre, en reprenant le nom de certains de ses personnages et en faisant de nombreux clins d'œil à ses récits.

### Liste des téléfilms et séries télévisées
| Année     | Titre français                   | Titre original                   | Réalisateur                   | Format                                                                               | Description                                                                                                  |
| --------- | -------------------------------- | -------------------------------- | ----------------------------- | ------------------------------------------------------------------------------------ | --- |
| 1979      | Les Vampires de Salem            | Salem's Lot                      | Tobe Hooper                   | Mini-série en deux parties                                                           | Adaptation du roman Salem                                                                                    |
| 1984      | L'Ordinateur des dieux           | The Word Processor of the Gods   | Michael Gornick               | Épisode de la série télévisée Histoires de l'autre monde                             | Adaptation de la nouvelle Machine divine à traitement de texte du recueil Brume                              |
| 1986      | Le Spectre de grand-mère         | Gramma                           | Bradford May                  | Épisode de la série télévisée La Cinquième Dimension                                 | Adaptation de la nouvelle Mémé du recueil Brume                                                              |
| 1987      | Désolé, bon numéro               | Sorry, Right Number              | John Harrison                 | Épisode de la série télévisée Histoires de l'autre monde                             | Scénario original de Stephen King paru ensuite dans le recueil Rêves et Cauchemars                           |
| 1990      | Ça / « Il » est revenu           | Stephen King's It                | Tommy Lee Wallace             | Mini-série en deux parties                                                           | Adaptation du roman Ça                                                                                       |
| 1991      | Vengeance diabolique             | Sometimes They Come Back         | Tom McLoughlin                | Téléfilm                                                                             | Adaptation de la nouvelle Cours, Jimmy, cours du recueil Danse macabre                                       |
| 1991      | The Moving Finger                | The Moving Finger                | Ken Meyers                    | Épisode de la série télévisée Monsters                                               | Adaptation de la nouvelle Le Doigt télescopique du recueil Rêves et Cauchemars                               |
| 1991      | Contretemps                      | Golden Years                     | Divers                        | Mini-série de sept épisodes                                                          | Scénario original de Stephen King                                                                            |
| 1993      | Les Tommyknockers                | The Tommyknockers                | John Power                    | Mini-série en deux parties                                                           | Adaptation du roman Les Tommyknockers                                                                        |
| 1994      | Le Fléau                         | The Stand                        | Mick Garris                   | Mini-série en quatre parties                                                         | Adaptation du roman Le Fléau                                                                                 |
| 1995      | Les Langoliers                   | The Langoliers                   | Tom Holland                   | Mini-série en deux parties                                                           | Adaptation de la nouvelle Les Langoliers du recueil Minuit 2                                                 |
| 1997      | Shining                          | The Shining                      | Mick Garris                   | Mini-série en trois parties                                                          | Nouvelle adaptation du roman Shining, l'enfant lumière                                                       |
| 1997      | Le Dentier claqueur              | Chattery Teeth                   | Mick Garris                   | Segment du téléfilm à sketches Quicksilver Highway                                   | Adaptation de la nouvelle Le Dentier claqueur du recueil Rêves et Cauchemars                                 |
| 1997      | Les Révélations de Becka Paulson | The Revelations of Becka Paulson | Steven Weber                  | Épisode de la série télévisée Au-delà du réel                                        | Adaptation de la nouvelle Les Révélations de Becka Paulson de l'anthologie 22 Histoires de sexe et d'horreur |
| 1997      | Trucks : Les Camions de l'enfer  | Trucks                           | Chris Thomson                 | Téléfilm                                                                             | Nouvelle adaptation de la nouvelle Poids lourds du recueil Danse macabre                                     |
| 1998      | La Poupée                        | Chinga                           | Kim Manners                   | Épisode de la série télévisée X-Files : Aux frontières du réel                       | Scénario original de Stephen King                                                                            |
| 1999      | La Tempête du siècle             | Storm of the Century             | Craig R. Baxley               | Mini-série en trois parties                                                          | Scénario original de Stephen King                                                                            |
| 2002      | Rose Red                         | Rose Red                         | Craig R. Baxley               | Mini-série en trois parties                                                          | Scénario original de Stephen King                                                                            |
| 2002      | Carrie                           | Carrie                           | David Carson                  | Téléfilm                                                                             | Nouvelle adaptation du roman Carrie                                                                          |
| 2002-2007 | Dead Zone                        | The Dead Zone                    | Divers                        | Série télévisée comportant six saisons                                               | Nouvelle adaptation du roman Dead Zone                                                                       |
| 2004      | Kingdom Hospital                 | Stephen King's Kingdom Hospital  | Craig R. Baxley               | Mini-série adaptée de la série télévisée L'Hôpital et ses fantômes de Lars von Trier | Mini-série de 15 épisodes, dont 11 scénarisés par Stephen King                                               |
| 2004      | Salem                            | Salem's Lot                      | Mikael Salomon                | Mini-série en deux parties                                                           | Nouvelle adaptation du roman Salem                                                                           |
| 2006      | Désolation                       | Desperation                      | Mick Garris                   | Téléfilm                                                                             | Adaptation du roman Désolation                                                                               |
| 2006      | Rêves et Cauchemars              | Nightmares & Dreamscapes         | Divers                        | Mini-série de huit épisodes                                                          | Huit histoires tirées des recueils Danse macabre, Rêves et Cauchemars et Tout est fatal                      |
| 2009      | Children of the Corn             | Children of the Corn             | Donald P. Borchers            | Téléfilm                                                                             | Nouvelle adaptation de la nouvelle Les Enfants du maïs                                                       |
| 2010-2015 | Les Mystères de Haven            | Haven                            | Divers                        | Série télévisée comportant cinq saisons                                              | Adaptation très libre du roman Colorado Kid                                                                  |
| 2011      | La Maison sur le lac             | Bag of Bones                     | Mick Garris                   | Mini-série en deux parties                                                           | Adaptation du roman Sac d'os                                                                                 |
| 2013-2015 | Under the Dome                   | Under the Dome                   | Divers                        | Série télévisée comportant trois saisons                                             | Adaptation du roman Dôme                                                                                     |
| 2014      | Détour mortel                    | Big Driver                       | Mikael Salomon                | Téléfilm                                                                             | Adaptation de la nouvelle Grand Chauffeur du recueil Nuit noire, étoiles mortes                              |
| 2016      | 22.11.63                         | 11.22.63                         | Divers                        | Mini-série de huit épisodes                                                          | Adaptation du roman 22/11/63                                                                                 |
| 2017      | The Mist                         | The Mist                         | Divers                        | Série télévisée annulée après sa première saison                                     | Adaptation de la nouvelle Brume du recueil homonyme                                                          |
| 2017-     | Mr. Mercedes                     | Mr. Mercedes                     | Divers                        | Série télévisée en cours de production                                               | Adaptation des romans Mr. Mercedes, Carnets noirs et Fin de ronde                                            |
| 2018-2019 | Castle Rock                      | Castle Rock                      | Divers                        | Série télévisée comportant deux saisons                                              | Inspirée de l’œuvre de Stephen King                                                                          |
| 2019      | Matière grise                    | Gray Matter                      | Greg Nicotero                 | Épisode de la série télévisée Creepshow                                              | Adaptation de la nouvelle Matière grise du recueil Danse macabre                                             |
| 2020      | The Outsider                     | The Outsider                     | Divers                        | Mini-série de dix épisodes                                                           | Adaptation du roman L'Outsider                                                                               |
| 2020      | The Stand                        | The Stand                        | Josh Boone et Benjamin Cavell | Mini-série de neuf épisodes                                                          | Nouvelle adaptation du roman Le Fléau                                                                        |
| 2021      | Histoire de Lisey                | Lisey's Story                    | Pablo Larraín                 | Mini-série de huit épisodes                                                          | Adaptation du roman Histoire de Lisey                                                                        |
| 2021      | Chapelwaite                      | Chapelwaite                      | Divers                        | Série                                                                                | Adaptation de la nouvelle Celui qui garde le ver                                                             |
| 2025      | Ça : Bienvenue à Derry           | It: Welcome to Derry             | Divers                        | Série                                                                                | Inspiré de l'univers du roman Ça                                                                             |
| 2026      | Carrie                           | Carrie                           | Mike Flanagan                 | Mini-série                                                                           | Adaptation du roman Carrie                                                                                   |

## Courts métrages
À la fin des années 1970, Stephen King commence à être régulièrement contacté par de jeunes réalisateurs qui désirent adapter ses premières nouvelles sous forme de courts métrages. Il met alors en place un système qu'il baptise dollar baby par lequel il autorise toute adaptation de l'une de ses nouvelles contre le versement d'un dollar symbolique tout en conservant les droits d'adaptation et aux conditions que l'œuvre ne soit pas exploitée commercialement sans son accord et qu'une copie du film lui soit délivrée. Frank Darabont est l'un des premiers à bénéficier du système dollar baby quand il réalise, d'après la nouvelle Chambre 312, le court métrage The Woman in the Room (1983) qui impressionne l'écrivain. Ce court métrage sort en vidéo comme segment du film à sketches Nightshift Collection (1985), avec The Boogeyman (1982), adaptation de la nouvelle Le Croque-mitaine qui est le premier dollar baby connu. Le court métrage Les Disciples du corbeau (1983), d'une qualité beaucoup plus médiocre, sort de l'anonymat quand il intègre la cassette VHS du film à sketches Contes macabres (1986). Depuis lors, plus d'une centaine de courts métrages inspirés de ses nouvelles ont été tournés, la grande majorité ayant été projetés publiquement uniquement à l'occasion de festivals spécialisés.

## Films et téléfilms dérivés

### Adaptations non autorisées ou abusives
Si le nom de Stephen King n'est pas cité dans les crédits du film Le Singe du diable (1984), celui-ci n'en est pas moins un « plagiat manifeste » de la nouvelle Le Singe (1980). Deux films indiens de Bollywood sont des adaptations non autorisées de récits de King : Julie Ganapathi (2003) du roman Misery ; et No Smoking (2007) de la nouvelle Desintox, Inc.. Toujours en Inde, la série télévisée Woh (1998) est un remake de la mini-série Ça (1990).
Le film de science-fiction Le Cobaye (1992) n'évoque la nouvelle La Pastorale (1975), dont il prétend être adapté, qu'à l'occasion d'une seule scène. Stephen King, mécontent de l'utilisation abusive de son nom sur les affiches et au générique du film, intente un procès à la société de production New Line Cinema pour que son nom soit retiré du matériel promotionnel du film et obtient gain de cause. Malgré cela, le succès commercial du film donne lieu à une suite, Le Cobaye 2 (1996), où le nom de Stephen King est cette fois logiquement absent du générique.

### Parodies
D'après Henry Selick, réalisateur de Monkeybone (2001), Stephen King devait jouer son propre rôle dans ce film mais en a été empêché par son grave accident survenu un peu avant le tournage, l'acteur Jon Bruno y jouant donc son rôle. L'épisode Three Kings (2009), de la 7e saison de la série d'animation Les Griffin, est une parodie de trois récits de King. Les séries d'animation Les Simpson et South Park font également plusieurs clins d'œil à des récits de l'écrivain. You Can't Kill Stephen King (2012) est un slasher parodique à petit budget dans lequel six jeunes gens partent en vacances dans le Maine près d'un lac où Stephen King a sa résidence et où les modes opératoires du tueur s'inspirent de récits de l'écrivain.

### Suites
Les Enfants de Salem (1987) est un film censé faire suite à la mini-série Les Vampires de Salem mais le seul élément qui relie les deux œuvres est le cadre de l'action, la ville de Jerusalem's Lot qui est désormais un repaire de vampires. Le film brosse une galerie de personnages intéressants mais ses bonnes idées sont « mal exploitées et desservies » par la mise en scène. Le succès du film Simetierre (1989) pousse les producteurs à mettre en chantier une suite, Simetierre 2 (1992), dans laquelle Stephen King préfère ne pas s'impliquer. Le film, très mal accueilli par la critique qui pointe notamment du doigt la vacuité du scénario, rembourse ses frais de production mais engrange moins du tiers des recettes du précédent volet.

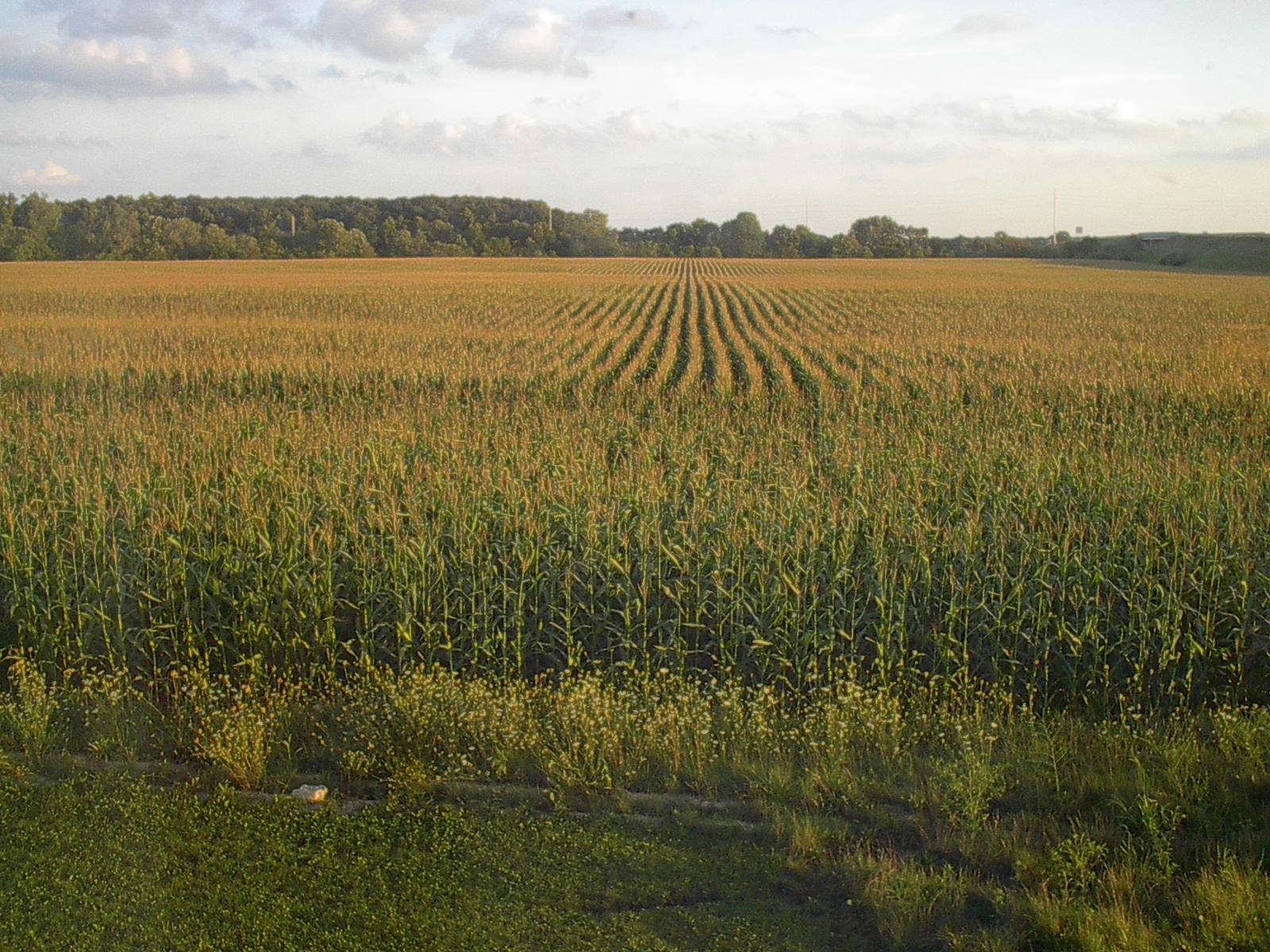
La série de films ayant fait suite aux Démons du maïs a une longévité comparable aux sagas Freddy et Hellraiser.

Les Démons du maïs 2 : Le Sacrifice final (1993) est la première des nombreuses suites données aux Démons du maïs, une série de films médiocres qui doit sa longévité à son succès sur le marché vidéo. Les épisodes de la saga, qui compte désormais huit suites, sortent d'ailleurs directement en vidéo à partir du quatrième volet (1996). Les Enfants du diable (1996) est une suite du téléfilm Vengeance diabolique qui cherche à profiter du « petit succès » qu'a connu celui-ci en vidéo en reprenant la même idée de départ avec des personnages différents. Le Diable des glaces (1999), sorti lui aussi directement en vidéo, prétend être une nouvelle suite du récit mais ressemble surtout à « une imitation à petit budget de The Thing ».
Carrie 2 : La Haine (1999) se veut être une suite de Carrie au bal du diable, Amy Irving reprenant pour l'occasion son rôle dans ce film, en inventant un personnage qui s'avère être la demi-sœur de Carrie. Le film est un échec commercial à sa sortie au cinéma. Firestarter : Sous l'emprise du feu (2002) est une suite de Charlie sous forme de mini-série conçue pour être le pilote d'une série complète qui ne voit finalement jamais le jour. The Mangler 2 (2002) ne présente aucun rapport ni avec la nouvelle La Presseuse, ni avec le film The Mangler, évoquant un virus informatique tueur dans un lycée. The Mangler Reborn (2005), troisième opus de cette série de films, se rapproche plus de l'esprit du premier film en reprenant une partie de son concept.
Le téléfilm Le Journal d'Ellen Rimbauer (2003) sert de préquelle à Rose Red d'après le roman de Ridley Pearson écrit pour promouvoir la diffusion de cette mini-série mais ne réunit lors de sa diffusion initiale sur ABC que le tiers des téléspectateurs de Rose Red. Creepshow 3 (2006) est un film à sketches sorti directement en vidéo qui n'a aucun lien ni avec le travail de Stephen King ni avec les créateurs de Creepshow, les droits du titre ayant été rachetés par une autre société de production. Composé de cinq segments, il est très largement considéré comme « l'un des plus mauvais films jamais réalisés ».

### Liste des films et téléfilms dérivés
| Année | Titre français                      | Titre original                               | Réalisateur                         | Format                                  | Description |
| ----- | ----------------------------------- | -------------------------------------------- | ----------------------------------- | --------------------------------------- | --- |
| 1984  | Le Singe du diable                  | The Devil's Gift                             | Kenneth J. Berton                   | Film                                    | Adaptation officieuse de la nouvelle Le Singe                                                                             |
| 1987  | Les Enfants de Salem                | A Return to Salem's Lot                      | Larry Cohen                         | Film                                    | Suite des Vampires de Salem                                                                                               |
| 1992  | Le Cobaye                           | The Lawnmower Man                            | Brett Leonard                       | Film                                    | Moins de cinq minutes basées sur la nouvelle La Pastorale, intégrées à une histoire n'ayant rien à voir avec Stephen King |
| 1992  | Simetierre 2                        | Pet Sematary II                              | Mary Lambert                        | Film                                    | Suite de Simetierre |
| 1993  | Les Démons du maïs 2                | Children of the Corn II: The Final Sacrifice | David Price                         | Film                                    | Suite des Démons du maïs                                                                                                  |
| 1995  | Les Démons du maïs 3                | Children of the Corn III                     | James D.R. Hickox                   | Film                                    | Suite des Démons du maïs                                                                                                  |
| 1996  | Les Enfants du diable               | Sometimes They Come Back… Again              | Adam Grossman                       | Film direct-to-video                    | Suite de Vengeance diabolique                                                                                             |
| 1996  | Les Démons du maïs 4                | Children of the Corn IV: The Gathering       | Greg Spence                         | Film direct-to-video                    | Suite des Démons du maïs                                                                                                  |
| 1996  | Ghosts                              | Ghosts                                       | Stan Winston                        | Moyen métrage                           | Histoire d'origine de Stephen King réarrangée par Michael Jackson et Stan Winston                                         |
| 1998  | Les Démons du maïs 5                | Children of the Corn V: Fields of Terror     | Ethan Wiley                         | Film direct-to-video                    | Suite des Démons du maïs                                                                                                  |
| 1998  | Woh                                 | Woh                                          | Glen Baretto et Ankush Mohla        | Série télévisée en hindi de 52 épisodes | Adaptation officieuse du roman Ça                                                                                         |
| 1999  | Carrie 2 : La Haine                 | The Rage: Carrie 2                           | Katt Shea                           | Film                                    | Suite de Carrie au bal du diable                                                                                          |
| 1999  | Le Diable des glaces                | Sometimes They Come Back… for More           | Daniel Zelik Berk                   | Film direct-to-video                    | Pseudo-suite de Vengeance diabolique                                                                                      |
| 1999  | Les Démons du maïs 6                | Children of the Corn 666: Isaac's Return     | Kari Skogland                       | Film direct-to-video                    | Suite des Démons du maïs                                                                                                  |
| 2001  | Les Démons du maïs 7                | Children of the Corn: Revelation             | Guy Magar                           | Film direct-to-video                    | Suite des Démons du maïs                                                                                                  |
| 2002  | The Mangler 2                       | The Mangler 2                                | Michael Hamilton-Wright             | Film direct-to-video                    | Pseudo-suite de The Mangler                                                                                               |
| 2002  | Firestarter : Sous l'emprise du feu | Firestarter 2: Rekindled                     | Robert Iscove                       | Mini-série en deux parties              | Suite de Charlie |
| 2003  | Julie Ganapathi                     | Julie Ganapathi                              | Balu Mahendra                       | Film                                    | Adaptation officieuse du roman Misery                                                                                     |
| 2003  | Le Journal d'Ellen Rimbauer         | The Diary of Ellen Rimbauer                  | Craig R. Baxley                     | Téléfilm                                | Préquelle de Rose Red |
| 2005  | The Mangler Reborn                  | The Mangler Reborn                           | Matt Cunningham et Erik Gardner     | Film direct-to-video                    | Pseudo-suite de The Mangler                                                                                               |
| 2006  | Creepshow 3                         | Creepshow 3                                  | Ana Clavell et James Glenn Dudelson | Film à sketches direct-to-video         | Pseudo-suite de Creepshow                                                                                                 |
| 2007  | No Smoking                          | No Smoking                                   | Anurag Kashyap                      | Film                                    | Adaptation officieuse de la nouvelle Desintox, Inc.                                                                       |
| 2011  | Children of the Corn: Genesis       | Children of the Corn: Genesis                | Joel Soisson                        | Film direct-to-video                    | Suite des Démons du maïs                                                                                                  |
| 2018  | Children of the Corn: Runaway       | Children of the Corn: Runaway                | John Gulager                        | Film direct-to-video                    | Suite des Démons du maïs                                                                                                  |
| 2020  | Les Démons du maïs                  | Children of the Corn                         | Kurt Wimmer                         | Film                                    | Préquelle des Démons du maïs                                                                                              |
| 2023  | Simetierre : aux origines du mal    | Pet Sematary: Bloodlines                     | Lindsey Beer                        | Film direct-to-video                    | Préquelle de Simetierre                                                                                                   |

## Bandes dessinées
La nouvelle La Pastorale est adaptée sous forme de comic book dans le magazine Bizarre Adventures en octobre 1981, avec des dessins de Walter Simonson.
En juillet 1982, le comic Creepshow reprend les cinq histoires formant le film du même nom avec des dessins de Bernie Wrightson. Sorti en français en 1983 en tant que numéro de L'Écho des savanes, il est réédité en 2011 par Soleil Productions.
En 1992, la nouvelle Popsy est adaptée en bande dessinée dans le cadre de l'anthologie Masques: An Anthology of Elegant Evil.
Les deux volumes du livre The Secretary of Dreams, parus en éditions limitées chez Cemetery Dance Publications respectivement en 2006 et 2010, comprennent des nouvelles de Stephen King illustrées par Glenn Chadbourne mais aussi des adaptations en bandes dessinées, toujours réalisées par Chadbourne, des nouvelles Quand l'auto-virus met cap au nord, La Saison des pluies, Le Camion d'oncle Otto (dans le premier volume), Matière grise, Un dernier pour la route et Nona (dans le second volume).

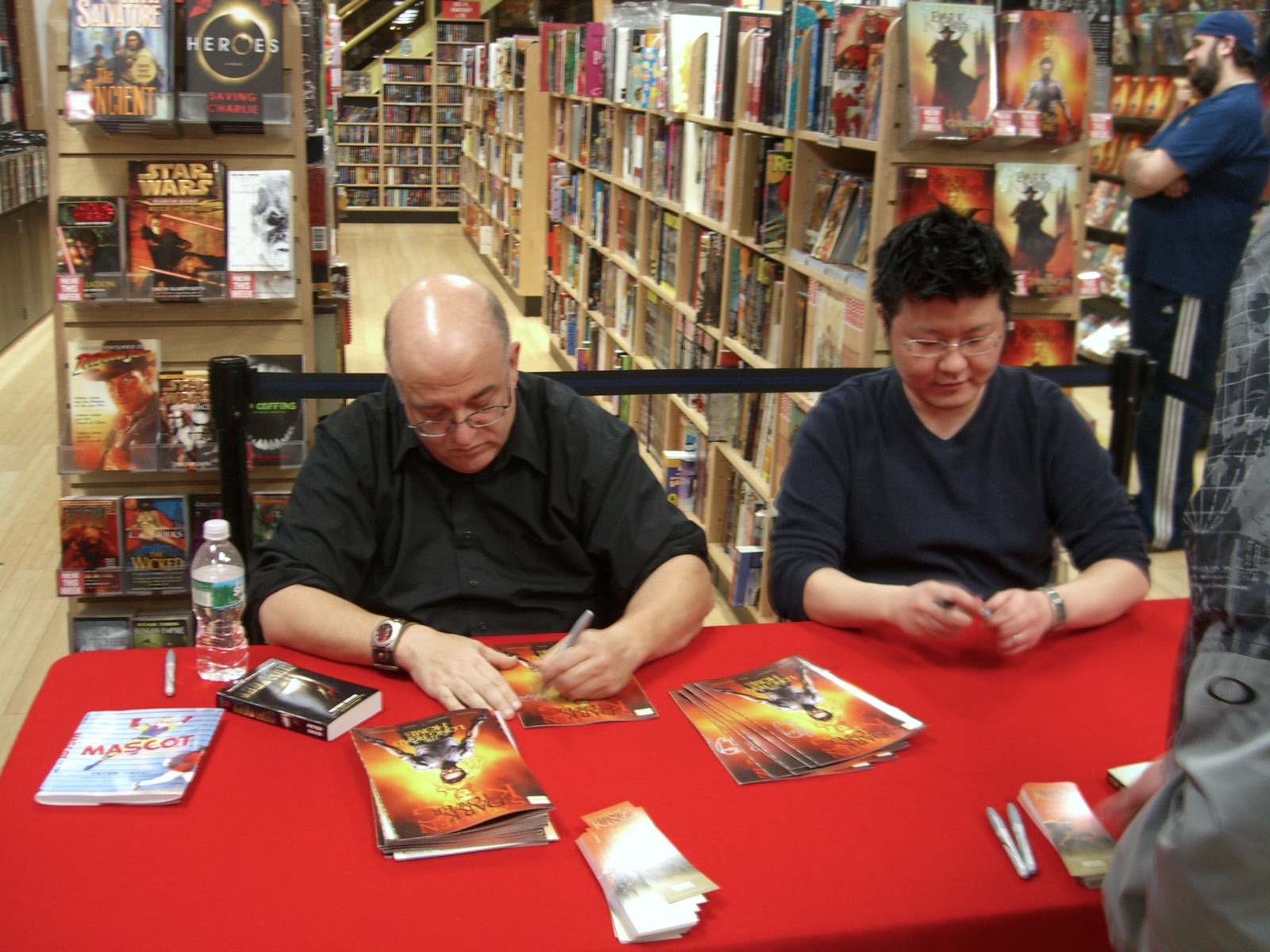
Peter David et Jae Lee à une séance de dédicaces de comics de La Tour sombre en 2008.

À partir de 2007, Marvel Comics commence l'adaptation du cycle de La Tour sombre. Trois cycles sont parus : The Dark Tower, de 2007 à 2010, qui évoque la jeunesse de Roland de Gilead en s'inspirant en partie de passages du Pistolero et de Magie et Cristal, The Dark Tower: The Gunslinger, de 2010 à 2013, adaptation du Pistolero, et The Dark Tower: The Drawing of the Three, de 2014 à 2017, adaptation des Trois Cartes. Le premier de ces trois cycles est traduit en français sur quatorze albums de 2008 à 2012.
Le Fléau est lui aussi adapté par Marvel Comics de 2008 à 2012 sur 31 numéros qui retracent les événements du roman dans son intégralité. Toute la série est traduite en français sur douze albums de 2010 à 2013.
Del Rey Books commence en 2009 une adaptation du Talisman mais sa publication est arrêtée, sur l'épisode de la rencontre entre Jack Sawyer et Wolf, au bout de six numéros.
La nouvelle N. est adaptée en bande dessinée avec des dessins d'Alex Maleev et un scénario de Marc Guggenheim. Elle paraît en version originale en quatre numéros en 2010 et en version française en un seul volume en 2012.
En 2010, Stephen King, approché par Scott Snyder, scénarise la moitié des histoires composant les cinq premiers numéros de la série de comics American Vampire, Snyder en écrivant l'autre moitié et étant le seul scénariste de ces comics depuis lors. C'est l'unique travail de King en tant que scénariste de bande dessinée.
Uniquement disponible sur le site web officiel de Stephen King, la bande dessinée en ligne Little Green God of Agony est une adaptation de la nouvelle Le Petit Dieu vert de l'agonie réalisée par Dennis Calero en 2012.
Road Rage, bande dessinée publiée en 2012 et traduite en français l'année suivante sous le même titre, est une adaptation de la nouvelle Plein Gaz.

## Adaptations théâtrales et musicales

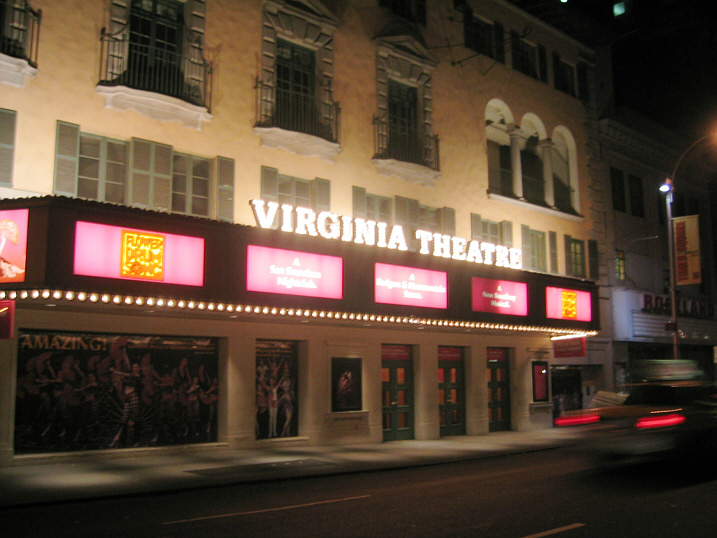
Le Virginia Theatre de Broadway où la comédie musicale Carrie a été représentée en 1988.

Une comédie musicale inspirée de Carrie est créée en avril 1988 à Broadway avec un budget de sept millions de dollars. Accueillie par des critiques désastreuses, elle est annulée après cinq représentations, devenant ainsi un échec retentissant. Après le remplacement de plusieurs chansons par de nouvelles compositions et une modernisation de la musique et de la chorégraphie, elle est relancée pour 46 représentations en 2012 Off-Broadway et en 2015 à Los Angeles, connaissant plus de succès,. En 2018, le 18e épisode de la deuxième saison de la série télévisée Riverdale est un épisode musical dans lequel les personnages montent la comédie musicale Carrie. L'épisode est très bien accueilli par la critique.
Une pièce de théâtre adaptée du roman Rage (1977) est créée sur l'initiative de l'écrivain Robert B. Parker en mars 1989 à Boston par une troupe professionnelle mais avec des moyens limités.
Le roman Misery fait l'objet de plusieurs adaptations au théâtre, notamment à Londres en 1992 et 2005 et à Broadway en 2015 avec Bruce Willis dans le rôle de Paul Sheldon et Laurie Metcalf dans celui d'Annie Wilkes.
Une adaptation théâtrale de Dolores Claiborne est écrite par David Joss Buckley. Elle est adaptée et mise en scène en français par Marie Pascale Osterrieth et jouée au théâtre des Bouffes-Parisiens à partir de septembre 2006 avec Michèle Bernier dans le rôle-titre.
La nouvelle Rita Hayworth et la Rédemption de Shawshank est adaptée au théâtre en 2009, à Dublin puis à Londres, par le metteur en scène irlandais Peter Sheridan avec les acteurs américains Kevin Anderson et Reg E. Cathey dans les deux rôles principaux d'Andy Dufresne et Red.
Le livret de la comédie musicale Ghost Brothers of Darkland County est écrit par Stephen King avec une musique de John Mellencamp et une production de T-Bone Burnett. Après avoir été annoncée et repoussée plusieurs fois depuis 2005, la comédie musicale, qui met en scène deux frères qui se détestent et se trouvent obligés de cohabiter dans une maison hantée, est présentée pour la première fois sur scène à Atlanta en avril 2012. Elle est accueillie par des critiques mitigées.
Un opéra en deux actes adapté de Dolores Claiborne, composé par Tobias Picker sur un livret de J. D. McClatchy, est créé en septembre 2013 au San Francisco Opera avec la cantatrice Patricia Racette dans le rôle-titre.
Le roman Shining est lui aussi adapté sous la forme d'un opéra en deux actes, composé par Paul Moravec sur un livret de Mark Campbell, créé en mai 2016 au Ordway Music Theater de Saint Paul.

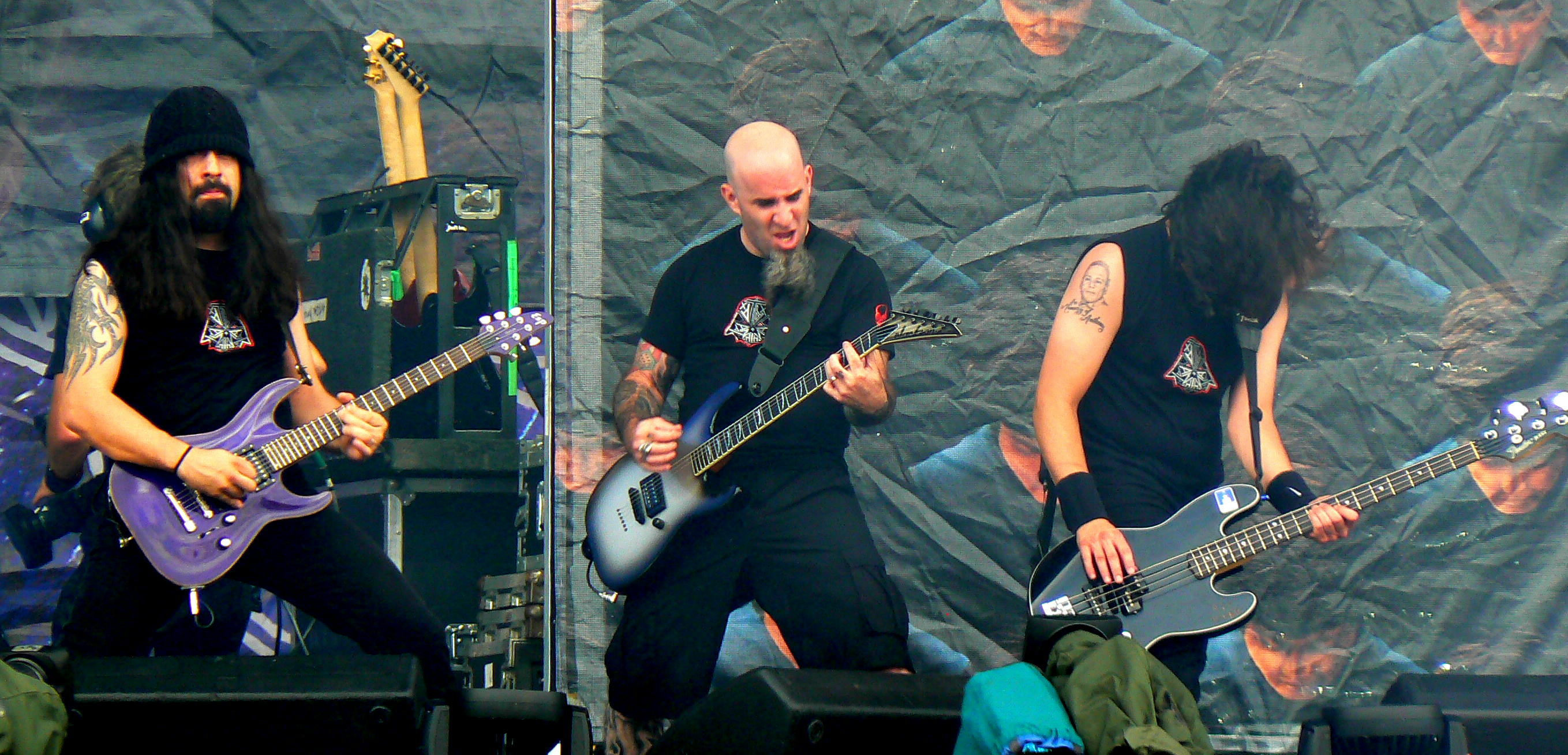
Le groupe Anthrax a pris plusieurs fois des récits de Stephen King comme inspirations à ses chansons.

Les chansons Who Made Who (1986) du groupe AC/DC et Pet Sematary (1989) des Ramones sont écrites spécialement pour les films Maximum Overdrive et Simetierre à la demande de Stephen King, grand amateur de rock en général et de ces deux groupes en particulier,. Le groupe de heavy metal Anthrax s'est inspiré plusieurs fois de récits de l'écrivain pour les textes de ses chansons : Lone Justice (1985) s'inspire ainsi du Pistolero, Among the Living (1987) du Fléau, A Skeleton in the Closet (1987) de la nouvelle Un élève doué, Misery Loves Company (1988) de Misery et Breathing Lightning (2016) de La Tour sombre.
Parmi d'autres chansons inspirées par l'œuvre de Stephen King, on peut citer : Ride the Lightning (1984) du groupe Metallica, The Shining (1987) du groupe Black Sabbath, Disciples of the Watch (1988) du groupe Testament, Tommyknockers (1990) du groupe Blind Guardian, Pennywise (1991) du groupe homonyme, Deadlights (1998) du groupe Gehenna, 7 Days to the Wolves (2007) du groupe Nightwish, Black 13 (2014) du groupe Exodus, Hell in the Hallways (2015) du groupe Ice Nine Kills, ainsi que plusieurs chansons de l'album Touched by the Crimson King (2005) du groupe Demons & Wizards,,.